# فهرست کوه‌های استان سمنان (۲)
فهرست کوه‌های استان سمنان (۲)، فهرستی دارای نام‌ها و مختصات کوه‌های شهرستان‌های مهدی‌شهر، سمنان و دامغان استان سمنان ایران است، که از پایگاه ملی نام‌های جغرافیایی ایران در خرداد ۱۳۹۷ دریافت شده‌اند.
| نام              | مختصات                                                    | ارتفاع | منبع |
| ---------------- | --------------------------------------------------------- | ------ | ---- |
| اتابک            | ۳۵°۵۳′۱۸″شمالی ۵۳°۰۲′۱۶″شرقی / ۳۵٫۸۸۸۳°شمالی ۵۳٫۰۳۷۷°شرقی |        | ۲۸۸  |
| احمدگدار         | ۳۵°۴۹′۴۰″شمالی ۵۳°۱۱′۲۴″شرقی / ۳۵٫۸۲۷۷°شمالی ۵۳٫۱۹۰۰°شرقی |        | ۲۸۹  |
| ارغشون           | ۳۵°۴۳′۰۴″شمالی ۵۳°۲۳′۱۸″شرقی / ۳۵٫۷۱۷۷°شمالی ۵۳٫۳۸۸۳°شرقی |        | ۲۹۰  |
| آرنگ چال         | ۳۵°۵۱′۲۴″شمالی ۵۳°۱۰′۲۴″شرقی / ۳۵٫۸۵۶۶°شمالی ۵۳٫۱۷۳۴°شرقی |        | ۲۹۱  |
| اژگو             | ۳۵°۴۶′۲۷″شمالی ۵۳°۱۴′۱۶″شرقی / ۳۵٫۷۷۴۳°شمالی ۵۳٫۲۳۷۹°شرقی |        | ۲۹۲  |
| اژگو             | ۳۵°۴۵′۵۹″شمالی ۵۳°۱۵′۱۴″شرقی / ۳۵٫۷۶۶۳°شمالی ۵۳٫۲۵۳۸°شرقی |        | ۲۹۳  |
| اسپننو           | ۳۶°۰۵′۴۵″شمالی ۵۳°۴۱′۰۶″شرقی / ۳۶٫۰۹۵۹°شمالی ۵۳٫۶۸۵۱°شرقی |        | ۲۹۴  |
| اسپی کوه         | ۳۵°۵۷′۲۳″شمالی ۵۳°۲۲′۴۲″شرقی / ۳۵٫۹۵۶۳°شمالی ۵۳٫۳۷۸۳°شرقی |        | ۲۹۵  |
| البرز            | ۳۶°۰۳′۱۹″شمالی ۵۳°۲۱′۴۹″شرقی / ۳۶٫۰۵۵۴°شمالی ۵۳٫۳۶۳۷°شرقی |        | ۲۹۶  |
| الچله            | ۳۵°۵۲′۵۳″شمالی ۵۳°۲۰′۵۶″شرقی / ۳۵٫۸۸۱۵°شمالی ۵۳٫۳۴۸۹°شرقی |        | ۲۹۷  |
| الله صفحه        | ۳۵°۴۲′۰۵″شمالی ۵۳°۲۲′۱۶″شرقی / ۳۵٫۷۰۱۵°شمالی ۵۳٫۳۷۱۱°شرقی |        | ۲۹۸  |
| امامزاده زینعلی  | ۳۵°۴۰′۲۱″شمالی ۵۳°۱۴′۳۸″شرقی / ۳۵٫۶۷۲۴°شمالی ۵۳٫۲۴۳۹°شرقی |        | ۲۹۹  |
| امامزاده زینعلی  | ۳۵°۴۰′۱۲″شمالی ۵۳°۱۵′۰۶″شرقی / ۳۵٫۶۷۰۰°شمالی ۵۳٫۲۵۱۷°شرقی |        | ۳۰۰  |
| انزوا            | ۳۵°۴۵′۵۰″شمالی ۵۳°۲۲′۳۵″شرقی / ۳۵٫۷۶۴۰°شمالی ۵۳٫۳۷۶۵°شرقی |        | ۳۰۱  |
| انزوا            | ۳۵°۴۵′۲۹″شمالی ۵۳°۲۲′۱۵″شرقی / ۳۵٫۷۵۸۱°شمالی ۵۳٫۳۷۰۷°شرقی |        | ۳۰۲  |
| آوار             | ۳۵°۵۷′۳۷″شمالی ۵۳°۲۶′۲۵″شرقی / ۳۵٫۹۶۰۳°شمالی ۵۳٫۴۴۰۲°شرقی |        | ۳۰۳  |
| اوپرت            | ۳۶°۰۲′۵۲″شمالی ۵۳°۲۲′۵۱″شرقی / ۳۶٫۰۴۷۷°شمالی ۵۳٫۳۸۰۸°شرقی |        | ۳۰۴  |
| اورته کوه        | ۳۶°۰۲′۱۲″شمالی ۵۳°۳۱′۳۵″شرقی / ۳۶٫۰۳۶۸°شمالی ۵۳٫۵۲۶۳°شرقی |        | ۳۰۵  |
| ایلتا            | ۳۶°۰۲′۵۱″شمالی ۵۳°۳۴′۳۲″شرقی / ۳۶٫۰۴۷۵°شمالی ۵۳٫۵۷۵۶°شرقی |        | ۳۰۶  |
| بارجه تیغ        | ۳۶°۰۲′۰۲″شمالی ۵۳°۳۶′۵۷″شرقی / ۳۶٫۰۳۳۹°شمالی ۵۳٫۶۱۵۷°شرقی |        | ۳۰۷  |
| بزه نو           | ۳۵°۴۹′۱۷″شمالی ۵۳°۰۷′۳۱″شرقی / ۳۵٫۸۲۱۴°شمالی ۵۳٫۱۲۵۴°شرقی |        | ۳۰۸  |
| بشم              | ۳۵°۴۸′۳۸″شمالی ۵۳°۱۸′۰۴″شرقی / ۳۵٫۸۱۰۶°شمالی ۵۳٫۳۰۱۱°شرقی |        | ۳۰۹  |
| بشم              | ۳۵°۵۰′۱۸″شمالی ۵۳°۲۷′۰۶″شرقی / ۳۵٫۸۳۸۲°شمالی ۵۳٫۴۵۱۶°شرقی |        | ۳۱۰  |
| بلنده            | ۳۵°۵۷′۳۷″شمالی ۵۳°۳۶′۵۲″شرقی / ۳۵٫۹۶۰۲°شمالی ۵۳٫۶۱۴۵°شرقی |        | ۳۱۱  |
| بلنده            | ۳۵°۵۷′۴۸″شمالی ۵۳°۳۷′۴۰″شرقی / ۳۵٫۹۶۳۴°شمالی ۵۳٫۶۲۷۷°شرقی |        | ۳۱۲  |
| بندکا            | ۳۶°۰۰′۰۰″شمالی ۵۳°۲۳′۰۳″شرقی / ۳۶٫۰۰۰۱°شمالی ۵۳٫۳۸۴۲°شرقی |        | ۳۱۳  |
| پریورزان گردن    | ۳۵°۵۲′۴۴″شمالی ۵۳°۰۷′۳۸″شرقی / ۳۵٫۸۷۸۸°شمالی ۵۳٫۱۲۷۲°شرقی |        | ۳۱۴  |
| پریورزان گردن    | ۳۵°۵۲′۲۰″شمالی ۵۳°۰۸′۵۲″شرقی / ۳۵٫۸۷۲۳°شمالی ۵۳٫۱۴۷۸°شرقی |        | ۳۱۵  |
| پشت خانه         | ۳۵°۴۹′۳۴″شمالی ۵۳°۲۳′۴۰″شرقی / ۳۵٫۸۲۶۱°شمالی ۵۳٫۳۹۴۵°شرقی |        | ۳۱۶  |
| پلنگ پشته        | ۳۵°۵۰′۲۴″شمالی ۵۳°۲۲′۱۲″شرقی / ۳۵٫۸۴۰۰°شمالی ۵۳٫۳۶۹۹°شرقی |        | ۳۱۷  |
| پلنگ پشته        | ۳۵°۵۰′۳۹″شمالی ۵۳°۲۲′۳۴″شرقی / ۳۵٫۸۴۴۳°شمالی ۵۳٫۳۷۶۲°شرقی |        | ۳۱۸  |
| پی نو            | ۳۵°۴۵′۱۶″شمالی ۵۳°۱۲′۵۲″شرقی / ۳۵٫۷۵۴۴°شمالی ۵۳٫۲۱۴۴°شرقی |        | ۳۱۹  |
| پینگاره          | ۳۵°۵۰′۰۴″شمالی ۵۳°۲۴′۰۲″شرقی / ۳۵٫۸۳۴۵°شمالی ۵۳٫۴۰۰۶°شرقی |        | ۳۲۰  |
| پینه سم          | ۳۵°۵۸′۴۶″شمالی ۵۳°۲۶′۱۴″شرقی / ۳۵٫۹۷۹۴°شمالی ۵۳٫۴۳۷۳°شرقی |        | ۳۲۱  |
| تول              | ۳۵°۵۹′۲۵″شمالی ۵۳°۳۸′۲۳″شرقی / ۳۵٫۹۹۰۳°شمالی ۵۳٫۶۳۹۶°شرقی |        | ۳۲۲  |
| جگرکوه           | ۳۶°۰۸′۱۳″شمالی ۵۳°۴۴′۳۲″شرقی / ۳۶٫۱۳۶۹°شمالی ۵۳٫۷۴۲۱°شرقی |        | ۳۲۳  |
| جهان‌نما          | ۳۵°۴۳′۳۵″شمالی ۵۳°۰۵′۴۲″شرقی / ۳۵٫۷۲۶۴°شمالی ۵۳٫۰۹۵۰°شرقی |        | ۳۲۴  |
| چال سوران        | ۳۵°۴۴′۱۷″شمالی ۵۳°۱۲′۵۱″شرقی / ۳۵٫۷۳۸۱°شمالی ۵۳٫۲۱۴۲°شرقی |        | ۳۲۵  |
| چالی             | ۳۵°۴۶′۵۰″شمالی ۵۳°۱۴′۳۴″شرقی / ۳۵٫۷۸۰۵°شمالی ۵۳٫۲۴۲۹°شرقی |        | ۳۲۶  |
| چانقل باغ        | ۳۶°۰۶′۱۷″شمالی ۵۳°۴۱′۵۴″شرقی / ۳۶٫۱۰۴۷°شمالی ۵۳٫۶۹۸۳°شرقی |        | ۳۲۷  |
| چغندرون          | ۳۵°۳۷′۰۸″شمالی ۵۳°۲۰′۴۰″شرقی / ۳۵٫۶۱۸۸°شمالی ۵۳٫۳۴۴۵°شرقی |        | ۳۲۸  |
| چک               | ۳۶°۰۲′۵۲″شمالی ۵۳°۲۲′۰۹″شرقی / ۳۶٫۰۴۷۷°شمالی ۵۳٫۳۶۹۲°شرقی |        | ۳۲۹  |
| چلاتک            | ۳۶°۰۰′۴۳″شمالی ۵۳°۲۰′۱۲″شرقی / ۳۶٫۰۱۲۰°شمالی ۵۳٫۳۳۶۶°شرقی |        | ۳۳۰  |
| چوپن کن          | ۳۶°۰۰′۳۹″شمالی ۵۳°۲۱′۴۰″شرقی / ۳۶٫۰۱۰۸°شمالی ۵۳٫۳۶۱۲°شرقی |        | ۳۳۱  |
| حسین‌آباد         | ۳۵°۴۲′۴۰″شمالی ۵۳°۱۱′۴۶″شرقی / ۳۵٫۷۱۱۲°شمالی ۵۳٫۱۹۶۲°شرقی |        | ۳۳۲  |
| خاشک اسطل        | ۳۶°۰۰′۱۰″شمالی ۵۳°۳۳′۵۱″شرقی / ۳۶٫۰۰۲۷°شمالی ۵۳٫۵۶۴۳°شرقی |        | ۳۳۳  |
| خانه سر          | ۳۶°۰۰′۵۵″شمالی ۵۳°۲۷′۵۸″شرقی / ۳۶٫۰۱۵۳°شمالی ۵۳٫۴۶۶۱°شرقی |        | ۳۳۴  |
| خدریت            | ۳۶°۰۰′۱۵″شمالی ۵۳°۴۰′۱۰″شرقی / ۳۶٫۰۰۴۲°شمالی ۵۳٫۶۶۹۵°شرقی |        | ۳۳۵  |
| خرس گلی          | ۳۶°۰۰′۵۹″شمالی ۵۳°۳۸′۳۶″شرقی / ۳۶٫۰۱۶۴°شمالی ۵۳٫۶۴۳۲°شرقی |        | ۳۳۶  |
| خلیفه            | ۳۵°۴۲′۰۴″شمالی ۵۳°۱۰′۱۵″شرقی / ۳۵٫۷۰۱۱°شمالی ۵۳٫۱۷۰۹°شرقی |        | ۳۳۷  |
| خوردقدمگاه       | ۳۵°۵۲′۰۳″شمالی ۵۳°۰۶′۳۵″شرقی / ۳۵٫۸۶۷۴°شمالی ۵۳٫۱۰۹۸°شرقی |        | ۳۳۸  |
| خوردقدمگاه       | ۳۵°۵۲′۴۱″شمالی ۵۳°۰۶′۲۴″شرقی / ۳۵٫۸۷۸۰°شمالی ۵۳٫۱۰۶۶°شرقی |        | ۳۳۹  |
| دامادگریه        | ۳۵°۵۶′۳۴″شمالی ۵۳°۳۳′۵۹″شرقی / ۳۵٫۹۴۲۹°شمالی ۵۳٫۵۶۶۳°شرقی |        | ۳۴۰  |
| درازاو           | ۳۵°۳۹′۱۹″شمالی ۵۳°۱۵′۰۴″شرقی / ۳۵٫۶۵۵۳°شمالی ۵۳٫۲۵۱۱°شرقی |        | ۳۴۱  |
| دربند            | ۳۵°۴۴′۲۱″شمالی ۵۳°۲۲′۰۹″شرقی / ۳۵٫۷۳۹۱°شمالی ۵۳٫۳۶۹۲°شرقی |        | ۳۴۲  |
| دربند            | ۳۵°۴۴′۴۷″شمالی ۵۳°۲۲′۳۸″شرقی / ۳۵٫۷۴۶۵°شمالی ۵۳٫۳۷۷۲°شرقی |        | ۳۴۳  |
| دربندی           | ۳۶°۰۰′۴۳″شمالی ۵۳°۳۷′۵۲″شرقی / ۳۶٫۰۱۱۹°شمالی ۵۳٫۶۳۱۰°شرقی |        | ۳۴۴  |
| روپی             | ۳۶°۰۱′۴۹″شمالی ۵۳°۳۲′۳۳″شرقی / ۳۶٫۰۳۰۴°شمالی ۵۳٫۵۴۲۴°شرقی |        | ۳۴۵  |
| ریگاب            | ۳۵°۴۳′۳۷″شمالی ۵۳°۲۲′۰۰″شرقی / ۳۵٫۷۲۶۹°شمالی ۵۳٫۳۶۶۷°شرقی |        | ۳۴۶  |
| ریگاب            | ۳۵°۴۳′۵۸″شمالی ۵۳°۲۲′۳۹″شرقی / ۳۵٫۷۳۲۹°شمالی ۵۳٫۳۷۷۴°شرقی |        | ۳۴۷  |
| زاگلی            | ۳۶°۰۳′۰۷″شمالی ۵۳°۳۹′۴۰″شرقی / ۳۶٫۰۵۲۰°شمالی ۵۳٫۶۶۱۲°شرقی |        | ۳۴۸  |
| زردریز           | ۳۵°۴۷′۱۶″شمالی ۵۳°۰۹′۵۷″شرقی / ۳۵٫۷۸۷۷°شمالی ۵۳٫۱۶۵۷°شرقی |        | ۳۴۹  |
| زرما             | ۳۶°۰۳′۰۸″شمالی ۵۳°۳۲′۰۲″شرقی / ۳۶٫۰۵۲۱°شمالی ۵۳٫۵۳۳۸°شرقی |        | ۳۵۰  |
| زنگو             | ۳۵°۵۱′۱۱″شمالی ۵۳°۲۸′۵۷″شرقی / ۳۵٫۸۵۳۰°شمالی ۵۳٫۴۸۲۴°شرقی |        | ۳۵۱  |
| زنگو             | ۳۵°۵۱′۰۰″شمالی ۵۳°۳۰′۱۴″شرقی / ۳۵٫۸۵۰۱°شمالی ۵۳٫۵۰۴۰°شرقی |        | ۳۵۲  |
| زینعلی           | ۳۵°۴۱′۱۶″شمالی ۵۳°۱۵′۲۵″شرقی / ۳۵٫۶۸۷۸°شمالی ۵۳٫۲۵۷۰°شرقی |        | ۳۵۳  |
| زینه سنگ         | ۳۵°۵۴′۴۵″شمالی ۵۳°۰۳′۵۵″شرقی / ۳۵٫۹۱۲۵°شمالی ۵۳٫۰۶۵۲°شرقی |        | ۳۵۴  |
| سرخ طول          | ۳۶°۰۲′۰۱″شمالی ۵۳°۲۱′۰۴″شرقی / ۳۶٫۰۳۳۶°شمالی ۵۳٫۳۵۱۲°شرقی |        | ۳۵۵  |
| سردربند          | ۳۵°۴۴′۳۴″شمالی ۵۳°۱۸′۰۹″شرقی / ۳۵٫۷۴۲۸°شمالی ۵۳٫۳۰۲۴°شرقی |        | ۳۵۶  |
| سردربند          | ۳۵°۴۵′۰۲″شمالی ۵۳°۲۱′۱۰″شرقی / ۳۵٫۷۵۰۵°شمالی ۵۳٫۳۵۲۷°شرقی |        | ۳۵۷  |
| سرطلا            | ۳۶°۰۱′۴۸″شمالی ۵۳°۲۷′۱۰″شرقی / ۳۶٫۰۲۹۹°شمالی ۵۳٫۴۵۲۷°شرقی |        | ۳۵۸  |
| سرطلا            | ۳۶°۰۱′۱۸″شمالی ۵۳°۲۶′۲۱″شرقی / ۳۶٫۰۲۱۶°شمالی ۵۳٫۴۳۹۱°شرقی |        | ۳۵۹  |
| سرکوه            | ۳۶°۰۰′۴۵″شمالی ۵۳°۳۵′۱۱″شرقی / ۳۶٫۰۱۲۵°شمالی ۵۳٫۵۸۶۴°شرقی |        | ۳۶۰  |
| سرکی             | ۳۵°۵۴′۴۸″شمالی ۵۳°۰۸′۵۸″شرقی / ۳۵٫۹۱۳۴°شمالی ۵۳٫۱۴۹۴°شرقی |        | ۳۶۱  |
| سرم              | ۳۶°۰۲′۵۰″شمالی ۵۳°۳۶′۰۰″شرقی / ۳۶٫۰۴۷۱°شمالی ۵۳٫۵۹۹۹°شرقی |        | ۳۶۲  |
| سرمه کوه         | ۳۵°۴۱′۲۳″شمالی ۵۳°۱۱′۵۹″شرقی / ۳۵٫۶۸۹۸°شمالی ۵۳٫۱۹۹۶°شرقی |        | ۳۶۳  |
| سفید             | ۳۵°۵۰′۵۹″شمالی ۵۳°۲۴′۵۸″شرقی / ۳۵٫۸۴۹۶°شمالی ۵۳٫۴۱۶۲°شرقی |        | ۳۶۴  |
| سفیدکوه          | ۳۵°۵۵′۴۱″شمالی ۵۳°۲۸′۲۴″شرقی / ۳۵٫۹۲۸۰°شمالی ۵۳٫۴۷۳۳°شرقی |        | ۳۶۵  |
| سفیدکوه          | ۳۵°۵۷′۱۰″شمالی ۵۳°۳۰′۵۴″شرقی / ۳۵٫۹۵۲۹°شمالی ۵۳٫۵۱۵۱°شرقی |        | ۳۶۶  |
| سفیدکوه          | ۳۵°۵۷′۳۱″شمالی ۵۳°۳۱′۴۵″شرقی / ۳۵٫۹۵۸۷°شمالی ۵۳٫۵۲۹۲°شرقی |        | ۳۶۷  |
| سفیدلت           | ۳۵°۴۳′۰۱″شمالی ۵۳°۲۰′۰۵″شرقی / ۳۵٫۷۱۶۹°شمالی ۵۳٫۳۳۴۷°شرقی |        | ۳۶۸  |
| سله ویزون        | ۳۵°۵۰′۳۳″شمالی ۵۳°۰۱′۳۴″شرقی / ۳۵٫۸۴۲۵°شمالی ۵۳٫۰۲۶۰°شرقی |        | ۳۶۹  |
| سنگ چشمه         | ۳۵°۴۷′۵۴″شمالی ۵۳°۱۰′۳۰″شرقی / ۳۵٫۷۹۸۴°شمالی ۵۳٫۱۷۴۹°شرقی |        | ۳۷۰  |
| سنگرکوه          | ۳۵°۵۱′۳۶″شمالی ۵۳°۰۲′۲۵″شرقی / ۳۵٫۸۵۹۹°شمالی ۵۳٫۰۴۰۲°شرقی |        | ۳۷۱  |
| سودبوت           | ۳۶°۰۰′۱۴″شمالی ۵۳°۲۴′۵۹″شرقی / ۳۶٫۰۰۴۰°شمالی ۵۳٫۴۱۶۴°شرقی |        | ۳۷۲  |
| سیاه دوک         | ۳۶°۰۲′۴۹″شمالی ۵۳°۳۰′۲۵″شرقی / ۳۶٫۰۴۷۰°شمالی ۵۳٫۵۰۶۹°شرقی |        | ۳۷۳  |
| سیاه دوک         | ۳۶°۰۲′۳۴″شمالی ۵۳°۲۹′۲۸″شرقی / ۳۶٫۰۴۲۷°شمالی ۵۳٫۴۹۱۲°شرقی |        | ۳۷۴  |
| سیاه روا         | ۳۵°۵۵′۴۶″شمالی ۵۳°۳۶′۴۸″شرقی / ۳۵٫۹۲۹۴°شمالی ۵۳٫۶۱۳۲°شرقی |        | ۳۷۵  |
| سیاه کوه         | ۳۵°۴۰′۱۲″شمالی ۵۳°۲۰′۵۵″شرقی / ۳۵٫۶۶۹۹°شمالی ۵۳٫۳۴۸۷°شرقی |        | ۳۷۶  |
| سیاه کوه         | ۳۵°۴۹′۲۱″شمالی ۵۳°۲۰′۳۷″شرقی / ۳۵٫۸۲۲۵°شمالی ۵۳٫۳۴۳۵°شرقی |        | ۳۷۷  |
| سیاه کوه         | ۳۵°۵۶′۴۵″شمالی ۵۳°۱۷′۴۱″شرقی / ۳۵٫۹۴۵۷°شمالی ۵۳٫۲۹۴۸°شرقی |        | ۳۷۸  |
| سیک              | ۳۶°۰۱′۳۹″شمالی ۵۳°۴۳′۲۹″شرقی / ۳۶٫۰۲۷۴°شمالی ۵۳٫۷۲۴۷°شرقی |        | ۳۷۹  |
| سیوسل            | ۳۵°۵۹′۱۷″شمالی ۵۳°۲۲′۴۳″شرقی / ۳۵٫۹۸۸۱°شمالی ۵۳٫۳۷۸۶°شرقی |        | ۳۸۰  |
| شاه پسند         | ۳۵°۵۱′۳۶″شمالی ۵۳°۲۳′۰۹″شرقی / ۳۵٫۸۶۰۰°شمالی ۵۳٫۳۸۵۷°شرقی |        | ۳۸۱  |
| شندستون          | ۳۵°۴۶′۱۶″شمالی ۵۳°۱۲′۵۶″شرقی / ۳۵٫۷۷۱۲°شمالی ۵۳٫۲۱۵۶°شرقی |        | ۳۸۲  |
| شیخ رضا          | ۳۵°۴۷′۵۲″شمالی ۵۳°۲۰′۰۰″شرقی / ۳۵٫۷۹۷۹°شمالی ۵۳٫۳۳۳۳°شرقی |        | ۳۸۳  |
| شیرقلعه          | ۳۵°۴۶′۴۵″شمالی ۵۳°۱۷′۵۹″شرقی / ۳۵٫۷۷۹۲°شمالی ۵۳٫۲۹۹۸°شرقی |        | ۳۸۴  |
| فینسک کوه        | ۳۶°۰۴′۲۵″شمالی ۵۳°۳۰′۵۳″شرقی / ۳۶٫۰۷۳۷°شمالی ۵۳٫۵۱۴۶°شرقی |        | ۳۸۵  |
| قبله             | ۳۵°۵۶′۲۶″شمالی ۵۳°۳۲′۲۷″شرقی / ۳۵٫۹۴۰۶°شمالی ۵۳٫۵۴۰۷°شرقی |        | ۳۸۶  |
| قبله             | ۳۶°۰۱′۲۳″شمالی ۵۳°۴۱′۲۰″شرقی / ۳۶٫۰۲۳۱°شمالی ۵۳٫۶۸۹۰°شرقی |        | ۳۸۷  |
| قبله سنگ         | ۳۶°۰۰′۴۴″شمالی ۵۳°۲۴′۲۳″شرقی / ۳۶٫۰۱۲۱°شمالی ۵۳٫۴۰۶۴°شرقی |        | ۳۸۸  |
| قلعه             | ۳۶°۰۰′۰۱″شمالی ۵۳°۲۸′۲۴″شرقی / ۳۶٫۰۰۰۲°شمالی ۵۳٫۴۷۳۳°شرقی |        | ۳۸۹  |
| قلعه امام حسین   | ۳۵°۴۲′۱۸″شمالی ۵۳°۲۰′۲۹″شرقی / ۳۵٫۷۰۵۰°شمالی ۵۳٫۳۴۱۵°شرقی |        | ۳۹۰  |
| کت لیم           | ۳۵°۵۴′۰۲″شمالی ۵۳°۰۴′۵۷″شرقی / ۳۵٫۹۰۰۵°شمالی ۵۳٫۰۸۲۶°شرقی |        | ۳۹۱  |
| کرکوه            | ۳۵°۴۲′۰۲″شمالی ۵۳°۱۴′۱۷″شرقی / ۳۵٫۷۰۰۵°شمالی ۵۳٫۲۳۸۰°شرقی |        | ۳۹۲  |
| کرکوه            | ۳۵°۴۲′۰۴″شمالی ۵۳°۱۵′۰۲″شرقی / ۳۵٫۷۰۱۲°شمالی ۵۳٫۲۵۰۵°شرقی |        | ۳۹۳  |
| کرگسو            | ۳۵°۴۷′۱۷″شمالی ۵۳°۱۶′۰۱″شرقی / ۳۵٫۷۸۸۱°شمالی ۵۳٫۲۶۷۰°شرقی |        | ۳۹۴  |
| کس اورون         | ۳۵°۵۱′۲۲″شمالی ۵۳°۱۶′۲۵″شرقی / ۳۵٫۸۵۶۱°شمالی ۵۳٫۲۷۳۵°شرقی |        | ۳۹۵  |
| کشته کله         | ۳۶°۰۳′۵۸″شمالی ۵۳°۳۷′۳۰″شرقی / ۳۶٫۰۶۶۰°شمالی ۵۳٫۶۲۴۹°شرقی |        | ۳۹۶  |
| کشته کله         | ۳۶°۰۴′۱۶″شمالی ۵۳°۳۷′۴۷″شرقی / ۳۶٫۰۷۱۱°شمالی ۵۳٫۶۲۹۶°شرقی |        | ۳۹۷  |
| کلورد            | ۳۵°۵۸′۵۷″شمالی ۵۳°۳۱′۰۴″شرقی / ۳۵٫۹۸۲۵°شمالی ۵۳٫۵۱۷۷°شرقی |        | ۳۹۸  |
| گاوک             | ۳۵°۴۵′۲۰″شمالی ۵۳°۲۹′۰۸″شرقی / ۳۵٫۷۵۵۶°شمالی ۵۳٫۴۸۵۶°شرقی |        | ۳۹۹  |
| گاوک             | ۳۵°۴۴′۴۷″شمالی ۵۳°۲۷′۴۹″شرقی / ۳۵٫۷۴۶۴°شمالی ۵۳٫۴۶۳۶°شرقی |        | ۴۰۰  |
| گاوک             | ۳۵°۴۴′۵۶″شمالی ۵۳°۱۱′۰۹″شرقی / ۳۵٫۷۴۸۸°شمالی ۵۳٫۱۸۵۸°شرقی |        | ۴۰۱  |
| گاوک             | ۳۵°۴۵′۱۷″شمالی ۵۳°۱۰′۲۴″شرقی / ۳۵٫۷۵۴۷°شمالی ۵۳٫۱۷۳۳°شرقی |        | ۴۰۲  |
| گت قدمگاه        | ۳۵°۵۱′۴۶″شمالی ۵۳°۰۳′۵۳″شرقی / ۳۵٫۸۶۲۷°شمالی ۵۳٫۰۶۴۶°شرقی |        | ۴۰۳  |
| گدبند            | ۳۶°۰۱′۴۹″شمالی ۵۳°۳۷′۴۹″شرقی / ۳۶٫۰۳۰۳°شمالی ۵۳٫۶۳۰۳°شرقی |        | ۴۰۴  |
| گرانتول          | ۳۵°۵۴′۵۳″شمالی ۵۳°۳۰′۰۶″شرقی / ۳۵٫۹۱۴۶°شمالی ۵۳٫۵۰۱۷°شرقی |        | ۴۰۵  |
| گرم کش           | ۳۵°۵۷′۵۵″شمالی ۵۳°۳۲′۳۷″شرقی / ۳۵٫۹۶۵۳°شمالی ۵۳٫۵۴۳۵°شرقی |        | ۴۰۶  |
| گل رودبار        | ۳۵°۴۳′۵۲″شمالی ۵۳°۲۰′۰۳″شرقی / ۳۵٫۷۳۱۲°شمالی ۵۳٫۳۳۴۲°شرقی |        | ۴۰۷  |
| گل رودبار        | ۳۵°۴۳′۰۲″شمالی ۵۳°۱۶′۳۰″شرقی / ۳۵٫۷۱۷۲°شمالی ۵۳٫۲۷۵۱°شرقی |        | ۴۰۸  |
| گنجه کوه         | ۳۵°۵۵′۰۴″شمالی ۵۳°۲۵′۴۵″شرقی / ۳۵٫۹۱۷۸°شمالی ۵۳٫۴۲۹۳°شرقی |        | ۴۰۹  |
| گنداب            | ۳۵°۵۴′۰۰″شمالی ۵۳°۲۷′۵۴″شرقی / ۳۵٫۹۰۰۱°شمالی ۵۳٫۴۶۵۰°شرقی |        | ۴۱۰  |
| گندل             | ۳۵°۵۳′۴۱″شمالی ۵۳°۳۳′۱۲″شرقی / ۳۵٫۸۹۴۷°شمالی ۵۳٫۵۵۳۳°شرقی |        | ۴۱۱  |
| گوگلی            | ۳۶°۰۱′۵۸″شمالی ۵۳°۱۹′۱۷″شرقی / ۳۶٫۰۳۲۷°شمالی ۵۳٫۳۲۱۳°شرقی |        | ۴۱۲  |
| گومرز            | ۳۵°۵۸′۲۰″شمالی ۵۳°۱۵′۳۵″شرقی / ۳۵٫۹۷۲۳°شمالی ۵۳٫۲۵۹۷°شرقی |        | ۴۱۳  |
| گی نک            | ۳۵°۴۴′۰۱″شمالی ۵۳°۰۸′۴۷″شرقی / ۳۵٫۷۳۳۵°شمالی ۵۳٫۱۴۶۵°شرقی |        | ۴۱۴  |
| گیملا            | ۳۶°۰۱′۱۵″شمالی ۵۳°۳۱′۱۰″شرقی / ۳۶٫۰۲۰۹°شمالی ۵۳٫۵۱۹۴°شرقی |        | ۴۱۵  |
| گیملا            | ۳۶°۰۰′۴۳″شمالی ۵۳°۲۹′۳۷″شرقی / ۳۶٫۰۱۲۰°شمالی ۵۳٫۴۹۳۷°شرقی |        | ۴۱۶  |
| لاج              | ۳۵°۴۷′۱۱″شمالی ۵۳°۲۳′۴۷″شرقی / ۳۵٫۷۸۶۵°شمالی ۵۳٫۳۹۶۴°شرقی |        | ۴۱۷  |
| لهرد             | ۳۵°۴۵′۳۲″شمالی ۵۳°۱۸′۱۸″شرقی / ۳۵٫۷۵۸۸°شمالی ۵۳٫۳۰۵۰°شرقی |        | ۴۱۸  |
| لوتگرد           | ۳۶°۰۱′۰۹″شمالی ۵۳°۱۹′۱۲″شرقی / ۳۶٫۰۱۹۳°شمالی ۵۳٫۳۲۰۱°شرقی |        | ۴۱۹  |
| ماس چال          | ۳۵°۴۹′۲۹″شمالی ۵۳°۰۹′۰۹″شرقی / ۳۵٫۸۲۴۶°شمالی ۵۳٫۱۵۲۵°شرقی |        | ۴۲۰  |
| ماکوه            | ۳۵°۵۱′۳۵″شمالی ۵۳°۰۹′۰۰″شرقی / ۳۵٫۸۵۹۸°شمالی ۵۳٫۱۴۹۹°شرقی |        | ۴۲۱  |
| مرغک             | ۳۵°۴۵′۴۲″شمالی ۵۳°۱۷′۲۶″شرقی / ۳۵٫۷۶۱۷°شمالی ۵۳٫۲۹۰۶°شرقی |        | ۴۲۲  |
| مس اورون         | ۳۵°۵۰′۳۰″شمالی ۵۳°۱۵′۱۹″شرقی / ۳۵٫۸۴۱۶°شمالی ۵۳٫۲۵۵۴°شرقی |        | ۴۲۳  |
| مس اورون         | ۳۵°۵۰′۵۳″شمالی ۵۳°۱۳′۲۸″شرقی / ۳۵٫۸۴۸۰°شمالی ۵۳٫۲۲۴۵°شرقی |        | ۴۲۴  |
| میان دره         | ۳۵°۴۵′۵۶″شمالی ۵۳°۲۶′۴۹″شرقی / ۳۵٫۷۶۵۶°شمالی ۵۳٫۴۴۷۰°شرقی |        | ۴۲۵  |
| نارکون           | ۳۵°۴۱′۰۳″شمالی ۵۳°۱۹′۵۱″شرقی / ۳۵٫۶۸۴۱°شمالی ۵۳٫۳۳۰۹°شرقی |        | ۴۲۶  |
| نازنو            | ۳۶°۰۲′۵۵″شمالی ۵۳°۳۸′۵۹″شرقی / ۳۶٫۰۴۸۶°شمالی ۵۳٫۶۴۹۷°شرقی |        | ۴۲۷  |
| نزآباد           | ۳۵°۵۳′۳۰″شمالی ۵۳°۱۷′۲۷″شرقی / ۳۵٫۸۹۱۶°شمالی ۵۳٫۲۹۰۷°شرقی |        | ۴۲۸  |
| نشانه سر         | ۳۵°۵۹′۵۱″شمالی ۵۳°۲۹′۰۴″شرقی / ۳۵٫۹۹۷۵°شمالی ۵۳٫۴۸۴۵°شرقی |        | ۴۲۹  |
| نمازگاه          | ۳۶°۰۱′۱۴″شمالی ۵۳°۲۰′۰۷″شرقی / ۳۶٫۰۲۰۶°شمالی ۵۳٫۳۳۵۲°شرقی |        | ۴۳۰  |
| نیزوا            | ۳۵°۵۶′۴۷″شمالی ۵۳°۱۹′۳۰″شرقی / ۳۵٫۹۴۶۵°شمالی ۵۳٫۳۲۵۰°شرقی |        | ۴۳۱  |
| هلی چال          | ۳۶°۰۰′۵۱″شمالی ۵۳°۳۶′۲۲″شرقی / ۳۶٫۰۱۴۱°شمالی ۵۳٫۶۰۶۱°شرقی |        | ۴۳۲  |
| هندلم            | ۳۵°۵۳′۱۶″شمالی ۵۳°۲۵′۴۳″شرقی / ۳۵٫۸۸۷۹°شمالی ۵۳٫۴۲۸۵°شرقی |        | ۴۳۳  |
| واچال            | ۳۵°۵۴′۲۶″شمالی ۵۳°۱۰′۵۹″شرقی / ۳۵٫۹۰۷۱°شمالی ۵۳٫۱۸۳۱°شرقی |        | ۴۳۴  |
| وادت             | ۳۶°۰۰′۲۵″شمالی ۵۳°۱۹′۱۳″شرقی / ۳۶٫۰۰۶۹°شمالی ۵۳٫۳۲۰۲°شرقی |        | ۴۳۵  |
| ولومن            | ۳۵°۴۹′۰۸″شمالی ۵۳°۲۶′۰۲″شرقی / ۳۵٫۸۱۹۰°شمالی ۵۳٫۴۳۳۹°شرقی |        | ۴۳۶  |
| یخچال            | ۳۶°۰۱′۱۶″شمالی ۵۳°۴۲′۴۸″شرقی / ۳۶٫۰۲۱۲°شمالی ۵۳٫۷۱۳۲°شرقی |        | ۴۳۷  |
| یخچال سر         | ۳۶°۰۲′۳۹″شمالی ۵۳°۳۱′۱۵″شرقی / ۳۶٫۰۴۴۲°شمالی ۵۳٫۵۲۰۸°شرقی |        | ۴۳۸  |
| یک لنگه ای       | ۳۵°۵۴′۰۸″شمالی ۵۳°۳۱′۳۰″شرقی / ۳۵٫۹۰۲۳°شمالی ۵۳٫۵۲۵۰°شرقی |        | ۴۳۹  |
| احمدآباد         | ۳۵°۳۹′۳۹″شمالی ۵۳°۴۴′۱۶″شرقی / ۳۵٫۶۶۰۷°شمالی ۵۳٫۷۳۷۹°شرقی |        | ۴۴۰  |
| انجیرو           | ۳۵°۲۹′۴۸″شمالی ۵۴°۰۰′۰۸″شرقی / ۳۵٫۴۹۶۶°شمالی ۵۴٫۰۰۲۲°شرقی |        | ۴۴۱  |
| انجیلو           | ۳۵°۲۸′۱۲″شمالی ۵۳°۵۵′۴۹″شرقی / ۳۵٫۴۷۰۰°شمالی ۵۳٫۹۳۰۳°شرقی |        | ۴۴۲  |
| انجیلو           | ۳۵°۲۷′۰۵″شمالی ۵۳°۵۲′۴۹″شرقی / ۳۵٫۴۵۱۵°شمالی ۵۳٫۸۸۰۳°شرقی |        | ۴۴۳  |
| انجیلو           | ۳۵°۳۰′۵۰″شمالی ۵۳°۵۹′۳۲″شرقی / ۳۵٫۵۱۳۸°شمالی ۵۳٫۹۹۲۱°شرقی |        | ۴۴۴  |
| انجیلو           | ۳۵°۲۸′۴۲″شمالی ۵۳°۵۹′۴۲″شرقی / ۳۵٫۴۷۸۲°شمالی ۵۳٫۹۹۴۹°شرقی |        | ۴۴۵  |
| بوطبقه           | ۳۵°۳۲′۳۱″شمالی ۵۳°۵۶′۴۳″شرقی / ۳۵٫۵۴۱۹°شمالی ۵۳٫۹۴۵۳°شرقی |        | ۴۴۶  |
| پاژینو           | ۳۵°۳۰′۴۱″شمالی ۵۳°۴۰′۲۴″شرقی / ۳۵٫۵۱۱۴°شمالی ۵۳٫۶۷۳۲°شرقی |        | ۴۴۷  |
| پائین            | ۳۵°۰۹′۰۰″شمالی ۵۳°۳۵′۰۳″شرقی / ۳۵٫۱۵۰۱°شمالی ۵۳٫۵۸۴۲°شرقی |        | ۴۴۸  |
| پریان            | ۳۵°۴۵′۳۵″شمالی ۵۳°۵۶′۳۳″شرقی / ۳۵٫۷۵۹۸°شمالی ۵۳٫۹۴۲۴°شرقی |        | ۴۴۹  |
| پیغمبران         | ۳۵°۴۳′۵۱″شمالی ۵۳°۳۲′۳۵″شرقی / ۳۵٫۷۳۰۸°شمالی ۵۳٫۵۴۳۰°شرقی |        | ۴۵۰  |
| تپه قرمز         | ۳۵°۳۸′۵۷″شمالی ۵۳°۵۵′۴۸″شرقی / ۳۵٫۶۴۹۳°شمالی ۵۳٫۹۳۰۱°شرقی |        | ۴۵۱  |
| تل سیاه          | ۳۵°۱۵′۰۱″شمالی ۵۳°۵۳′۱۵″شرقی / ۳۵٫۲۵۰۳°شمالی ۵۳٫۸۸۷۵°شرقی |        | ۴۵۲  |
| تل سیاه          | ۳۵°۱۴′۵۰″شمالی ۵۳°۵۳′۱۹″شرقی / ۳۵٫۲۴۷۱°شمالی ۵۳٫۸۸۸۵°شرقی |        | ۴۵۳  |
| جزره             | ۳۵°۴۱′۳۵″شمالی ۵۳°۵۱′۴۲″شرقی / ۳۵٫۶۹۳۱°شمالی ۵۳٫۸۶۱۶°شرقی |        | ۴۵۴  |
| چاله گز          | ۳۵°۰۳′۴۶″شمالی ۵۳°۵۷′۱۲″شرقی / ۳۵٫۰۶۲۹°شمالی ۵۳٫۹۵۳۴°شرقی |        | ۴۵۵  |
| چاله گز          | ۳۵°۰۵′۱۳″شمالی ۵۳°۵۳′۰۷″شرقی / ۳۵٫۰۸۶۹°شمالی ۵۳٫۸۸۵۳°شرقی |        | ۴۵۶  |
| چاه حسینی        | ۳۵°۲۶′۱۶″شمالی ۵۳°۵۹′۱۲″شرقی / ۳۵٫۴۳۷۸°شمالی ۵۳٫۹۸۶۶°شرقی |        | ۴۵۷  |
| چاه شیرین        | ۳۵°۲۳′۴۳″شمالی ۵۳°۵۹′۲۶″شرقی / ۳۵٫۳۹۵۳°شمالی ۵۳٫۹۹۰۶°شرقی |        | ۴۵۸  |
| چاه شیرین        | ۳۵°۲۳′۵۲″شمالی ۵۴°۰۰′۴۱″شرقی / ۳۵٫۳۹۷۸°شمالی ۵۴٫۰۱۱۴°شرقی |        | ۴۵۹  |
| چاه شیرین        | ۳۵°۲۳′۳۶″شمالی ۵۴°۰۲′۲۰″شرقی / ۳۵٫۳۹۳۲°شمالی ۵۴٫۰۳۸۹°شرقی |        | ۴۶۰  |
| چاه شیرین        | ۳۵°۲۳′۰۵″شمالی ۵۴°۰۳′۵۴″شرقی / ۳۵٫۳۸۴۶°شمالی ۵۴٫۰۶۵۱°شرقی |        | ۴۶۱  |
| چاه شیرین        | ۳۵°۲۱′۴۸″شمالی ۵۴°۰۳′۳۰″شرقی / ۳۵٫۳۶۳۴°شمالی ۵۴٫۰۵۸۳°شرقی |        | ۴۶۲  |
| چاه شیرین        | ۳۵°۲۱′۰۰″شمالی ۵۴°۰۴′۴۸″شرقی / ۳۵٫۳۴۹۹°شمالی ۵۴٫۰۷۹۹°شرقی |        | ۴۶۳  |
| چشمه زهرا        | ۳۵°۳۶′۴۲″شمالی ۵۳°۴۵′۵۱″شرقی / ۳۵٫۶۱۱۷°شمالی ۵۳٫۷۶۴۲°شرقی |        | ۴۶۴  |
| چشمه قوچی        | ۳۵°۳۶′۱۷″شمالی ۵۳°۴۸′۴۰″شرقی / ۳۵٫۶۰۴۷°شمالی ۵۳٫۸۱۱۲°شرقی |        | ۴۶۵  |
| چنبه بلند        | ۳۵°۳۱′۲۷″شمالی ۵۳°۳۴′۱۶″شرقی / ۳۵٫۵۲۴۲°شمالی ۵۳٫۵۷۱۱°شرقی |        | ۴۶۶  |
| چهل نو           | ۳۵°۵۴′۵۲″شمالی ۵۳°۳۷′۵۱″شرقی / ۳۵٫۹۱۴۴°شمالی ۵۳٫۶۳۰۸°شرقی |        | ۴۶۷  |
| حسین‌آباد         | ۳۵°۴۸′۰۵″شمالی ۵۳°۵۵′۰۲″شرقی / ۳۵٫۸۰۱۵°شمالی ۵۳٫۹۱۷۱°شرقی |        | ۴۶۸  |
| خردره            | ۳۵°۳۱′۴۶″شمالی ۵۳°۵۷′۵۱″شرقی / ۳۵٫۵۲۹۴°شمالی ۵۳٫۹۶۴۱°شرقی |        | ۴۶۹  |
| خلیلان           | ۳۵°۴۷′۳۱″شمالی ۵۳°۵۳′۴۰″شرقی / ۳۵٫۷۹۱۹°شمالی ۵۳٫۸۹۴۵°شرقی |        | ۴۷۰  |
| خیبر             | ۳۵°۴۱′۱۵″شمالی ۵۳°۲۹′۳۷″شرقی / ۳۵٫۶۸۷۶°شمالی ۵۳٫۴۹۳۶°شرقی |        | ۴۷۱  |
| دق               | ۳۵°۰۶′۳۹″شمالی ۵۳°۴۱′۵۴″شرقی / ۳۵٫۱۱۰۷°شمالی ۵۳٫۶۹۸۴°شرقی |        | ۴۷۲  |
| دوری             | ۳۵°۲۸′۵۷″شمالی ۵۳°۳۲′۱۳″شرقی / ۳۵٫۴۸۲۴°شمالی ۵۳٫۵۳۷۰°شرقی |        | ۴۷۳  |
| دوشاخ            | ۳۵°۴۷′۳۹″شمالی ۵۳°۵۸′۱۷″شرقی / ۳۵٫۷۹۴۱°شمالی ۵۳٫۹۷۱۴°شرقی |        | ۴۷۴  |
| رویان            | ۳۵°۴۵′۲۱″شمالی ۵۳°۴۱′۱۴″شرقی / ۳۵٫۷۵۵۷°شمالی ۵۳٫۶۸۷۳°شرقی |        | ۴۷۵  |
| رویان            | ۳۵°۴۶′۴۱″شمالی ۵۳°۳۷′۳۸″شرقی / ۳۵٫۷۷۸۱°شمالی ۵۳٫۶۲۷۱°شرقی |        | ۴۷۶  |
| زردکوه           | ۳۵°۴۰′۲۹″شمالی ۵۳°۲۸′۴۳″شرقی / ۳۵٫۶۷۴۷°شمالی ۵۳٫۴۷۸۶°شرقی |        | ۴۷۷  |
| زرشک کوه         | ۳۵°۴۳′۱۳″شمالی ۵۳°۴۸′۴۶″شرقی / ۳۵٫۷۲۰۳°شمالی ۵۳٫۸۱۲۹°شرقی |        | ۴۷۸  |
| زیرکوه           | ۳۵°۴۱′۴۵″شمالی ۵۳°۲۷′۱۵″شرقی / ۳۵٫۶۹۵۸°شمالی ۵۳٫۴۵۴۱°شرقی |        | ۴۷۹  |
| سرنتول           | ۳۵°۴۴′۴۶″شمالی ۵۳°۳۰′۰۵″شرقی / ۳۵٫۷۴۶۰°شمالی ۵۳٫۵۰۱۴°شرقی |        | ۴۸۰  |
| سرنتول           | ۳۵°۴۴′۲۰″شمالی ۵۳°۲۹′۳۶″شرقی / ۳۵٫۷۳۸۹°شمالی ۵۳٫۴۹۳۴°شرقی |        | ۴۸۱  |
| سفیدکم           | ۳۵°۲۸′۲۷″شمالی ۵۴°۰۰′۰۲″شرقی / ۳۵٫۴۷۴۳°شمالی ۵۴٫۰۰۰۶°شرقی |        | ۴۸۲  |
| سه برادر         | ۳۵°۳۹′۰۱″شمالی ۵۳°۲۵′۰۸″شرقی / ۳۵٫۶۵۰۳°شمالی ۵۳٫۴۱۹۰°شرقی |        | ۴۸۳  |
| سه غیب           | ۳۵°۳۵′۴۳″شمالی ۵۳°۵۵′۵۸″شرقی / ۳۵٫۵۹۵۴°شمالی ۵۳٫۹۳۲۹°شرقی |        | ۴۸۴  |
| سوته             | ۳۵°۵۷′۳۳″شمالی ۵۳°۴۰′۳۶″شرقی / ۳۵٫۹۵۹۱°شمالی ۵۳٫۶۷۶۶°شرقی |        | ۴۸۵  |
| سولاخور          | ۳۵°۴۶′۳۵″شمالی ۵۳°۴۲′۰۷″شرقی / ۳۵٫۷۷۶۳°شمالی ۵۳٫۷۰۱۹°شرقی |        | ۴۸۶  |
| سیاه             | ۳۵°۴۵′۰۴″شمالی ۵۳°۵۵′۲۲″شرقی / ۳۵٫۷۵۱۲°شمالی ۵۳٫۹۲۲۹°شرقی |        | ۴۸۷  |
| شاه تول          | ۳۵°۴۳′۴۶″شمالی ۵۳°۲۸′۴۹″شرقی / ۳۵٫۷۲۹۴°شمالی ۵۳٫۴۸۰۲°شرقی |        | ۴۸۸  |
| شاه عباس         | ۳۵°۳۵′۲۵″شمالی ۵۳°۵۸′۴۸″شرقی / ۳۵٫۵۹۰۳°شمالی ۵۳٫۹۸۰۱°شرقی |        | ۴۸۹  |
| شاه کبوده اشرح   | ۳۵°۲۹′۱۰″شمالی ۵۳°۴۹′۳۷″شرقی / ۳۵٫۴۸۶۲°شمالی ۵۳٫۸۲۷۰°شرقی |        | ۴۹۰  |
| شاه محمد         | ۳۵°۴۱′۰۵″شمالی ۵۳°۴۵′۰۸″شرقی / ۳۵٫۶۸۴۶°شمالی ۵۳٫۷۵۲۱°شرقی |        | ۴۹۱  |
| شمشیربر          | ۳۵°۴۳′۲۰″شمالی ۵۳°۲۹′۳۵″شرقی / ۳۵٫۷۲۲۳°شمالی ۵۳٫۴۹۳۱°شرقی |        | ۴۹۲  |
| شمشیربر          | ۳۵°۴۳′۲۷″شمالی ۵۳°۳۰′۰۵″شرقی / ۳۵٫۷۲۴۳°شمالی ۵۳٫۵۰۱۳°شرقی |        | ۴۹۳  |
| شیخ آب           | ۳۵°۳۹′۲۶″شمالی ۵۳°۴۵′۲۶″شرقی / ۳۵٫۶۵۷۱°شمالی ۵۳٫۷۵۷۳°شرقی |        | ۴۹۴  |
| شیخ گله          | ۳۵°۴۶′۴۲″شمالی ۵۳°۵۸′۳۰″شرقی / ۳۵٫۷۷۸۲°شمالی ۵۳٫۹۷۴۹°شرقی |        | ۴۹۵  |
| طلایی            | ۳۵°۲۴′۱۱″شمالی ۵۳°۳۲′۱۹″شرقی / ۳۵٫۴۰۳۱°شمالی ۵۳٫۵۳۸۵°شرقی |        | ۴۹۶  |
| قله شاه محمد     | ۳۵°۴۲′۴۲″شمالی ۵۳°۴۴′۴۲″شرقی / ۳۵٫۷۱۱۸°شمالی ۵۳٫۷۴۵۰°شرقی |        | ۴۹۷  |
| قله شاه محمد     | ۳۵°۴۲′۵۷″شمالی ۵۳°۴۵′۰۰″شرقی / ۳۵٫۷۱۵۹°شمالی ۵۳٫۷۵۰۰°شرقی |        | ۴۹۸  |
| قله گرد          | ۳۵°۴۷′۲۹″شمالی ۵۳°۵۴′۵۵″شرقی / ۳۵٫۷۹۱۵°شمالی ۵۳٫۹۱۵۲°شرقی |        | ۴۹۹  |
| کبوده اشره       | ۳۵°۲۹′۳۸″شمالی ۵۳°۴۷′۴۱″شرقی / ۳۵٫۴۹۳۸°شمالی ۵۳٫۷۹۴۶°شرقی |        | ۵۰۰  |
| کبوده اشره       | ۳۵°۳۰′۲۳″شمالی ۵۳°۵۰′۴۸″شرقی / ۳۵٫۵۰۶۴°شمالی ۵۳٫۸۴۶۷°شرقی |        | ۵۰۱  |
| کبوده تیرآب      | ۳۵°۳۳′۱۶″شمالی ۵۳°۵۰′۳۶″شرقی / ۳۵٫۵۵۴۵°شمالی ۵۳٫۸۴۳۴°شرقی |        | ۵۰۲  |
| کبوده تیرآب      | ۳۵°۳۲′۰۱″شمالی ۵۳°۴۷′۵۰″شرقی / ۳۵٫۵۳۳۶°شمالی ۵۳٫۷۹۷۲°شرقی |        | ۵۰۳  |
| کل مهر           | ۳۵°۳۶′۵۲″شمالی ۵۳°۴۹′۵۳″شرقی / ۳۵٫۶۱۴۵°شمالی ۵۳٫۸۳۱۴°شرقی |        | ۵۰۴  |
| کلوت خشم         | ۳۵°۱۶′۰۹″شمالی ۵۳°۵۶′۲۵″شرقی / ۳۵٫۲۶۹۲°شمالی ۵۳٫۹۴۰۲°شرقی |        | ۵۰۵  |
| کلوت دق مرقی     | ۳۴°۵۴′۱۵″شمالی ۵۳°۵۸′۴۷″شرقی / ۳۴٫۹۰۴۲°شمالی ۵۳٫۹۷۹۸°شرقی |        | ۵۰۶  |
| کلوت دق مرقی     | ۳۴°۵۷′۵۸″شمالی ۵۴°۰۲′۳۹″شرقی / ۳۴٫۹۶۶۰°شمالی ۵۴٫۰۴۴۳°شرقی |        | ۵۰۷  |
| کلوت دق مرقی     | ۳۴°۵۳′۴۰″شمالی ۵۴°۰۰′۱۰″شرقی / ۳۴٫۸۹۴۴°شمالی ۵۴٫۰۰۲۷°شرقی |        | ۵۰۸  |
| کمرتخت           | ۳۵°۴۶′۲۸″شمالی ۵۳°۵۷′۲۳″شرقی / ۳۵٫۷۷۴۴°شمالی ۵۳٫۹۵۶۳°شرقی |        | ۵۰۹  |
| کنز              | ۳۵°۴۷′۳۹″شمالی ۵۳°۴۰′۰۳″شرقی / ۳۵٫۷۹۴۳°شمالی ۵۳٫۶۶۷۵°شرقی |        | ۵۱۰  |
| کوشک             | ۳۵°۵۵′۰۷″شمالی ۵۳°۴۳′۰۵″شرقی / ۳۵٫۹۱۸۶°شمالی ۵۳٫۷۱۸۰°شرقی |        | ۵۱۱  |
| گچ کنان          | ۳۵°۴۵′۱۰″شمالی ۵۳°۵۴′۵۶″شرقی / ۳۵٫۷۵۲۷°شمالی ۵۳٫۹۱۵۶°شرقی |        | ۵۱۲  |
| گدارحاج جبار     | ۳۵°۲۹′۳۵″شمالی ۵۳°۲۸′۵۳″شرقی / ۳۵٫۴۹۳۰°شمالی ۵۳٫۴۸۱۵°شرقی |        | ۵۱۳  |
| گدارحاج جبار     | ۳۵°۳۰′۰۶″شمالی ۵۳°۳۱′۲۷″شرقی / ۳۵٫۵۰۱۷°شمالی ۵۳٫۵۲۴۳°شرقی |        | ۵۱۴  |
| گدارحاج جبار     | ۳۵°۲۹′۳۴″شمالی ۵۳°۳۳′۲۶″شرقی / ۳۵٫۴۹۲۸°شمالی ۵۳٫۵۵۷۲°شرقی |        | ۵۱۵  |
| گدارصلوات گاه    | ۳۵°۳۱′۱۴″شمالی ۵۳°۳۷′۲۴″شرقی / ۳۵٫۵۲۰۵°شمالی ۵۳٫۶۲۳۳°شرقی |        | ۵۱۶  |
| گدارصلوات گاه    | ۳۵°۳۰′۰۵″شمالی ۵۳°۳۷′۳۷″شرقی / ۳۵٫۵۰۱۴°شمالی ۵۳٫۶۲۶۹°شرقی |        | ۵۱۷  |
| گدارصلوات گاه    | ۳۵°۲۹′۵۰″شمالی ۵۳°۳۷′۳۳″شرقی / ۳۵٫۴۹۷۱°شمالی ۵۳٫۶۲۵۹°شرقی |        | ۵۱۸  |
| گدارصلوات گاه    | ۳۵°۳۱′۲۴″شمالی ۵۳°۳۶′۴۶″شرقی / ۳۵٫۵۲۳۴°شمالی ۵۳٫۶۱۲۸°شرقی |        | ۵۱۹  |
| گل کان           | ۳۵°۳۲′۵۰″شمالی ۵۳°۵۳′۳۵″شرقی / ۳۵٫۵۴۷۳°شمالی ۵۳٫۸۹۳۰°شرقی |        | ۵۲۰  |
| ماهورآب گرم      | ۳۵°۳۳′۲۵″شمالی ۵۳°۴۲′۲۱″شرقی / ۳۵٫۵۵۶۹°شمالی ۵۳٫۷۰۵۸°شرقی |        | ۵۲۱  |
| ماهوردوراه       | ۳۵°۱۰′۴۹″شمالی ۵۳°۳۶′۴۹″شرقی / ۳۵٫۱۸۰۳°شمالی ۵۳٫۶۱۳۷°شرقی |        | ۵۲۲  |
| ماهورشط          | ۳۵°۱۰′۱۷″شمالی ۵۳°۳۷′۱۲″شرقی / ۳۵٫۱۷۱۴°شمالی ۵۳٫۶۲۰۰°شرقی |        | ۵۲۳  |
| ماهورشط          | ۳۵°۰۸′۵۵″شمالی ۵۳°۳۹′۱۳″شرقی / ۳۵٫۱۴۸۷°شمالی ۵۳٫۶۵۳۵°شرقی |        | ۵۲۴  |
| مهران            | ۳۵°۲۲′۵۷″شمالی ۵۴°۰۶′۰۳″شرقی / ۳۵٫۳۸۲۴°شمالی ۵۴٫۱۰۰۹°شرقی |        | ۵۲۵  |
| موله             | ۳۵°۲۹′۲۵″شمالی ۵۳°۴۴′۱۸″شرقی / ۳۵٫۴۹۰۲°شمالی ۵۳٫۷۳۸۲°شرقی |        | ۵۲۶  |
| موله             | ۳۵°۲۹′۳۵″شمالی ۵۳°۴۵′۳۱″شرقی / ۳۵٫۴۹۳۱°شمالی ۵۳٫۷۵۸۷°شرقی |        | ۵۲۷  |
| میان دره         | ۳۵°۳۶′۰۵″شمالی ۵۳°۴۰′۲۱″شرقی / ۳۵٫۶۰۱۴°شمالی ۵۳٫۶۷۲۵°شرقی |        | ۵۲۸  |
| نأسی             | ۳۴°۵۳′۴۷″شمالی ۵۳°۳۹′۵۲″شرقی / ۳۴٫۸۹۶۳°شمالی ۵۳٫۶۶۴۴°شرقی |        | ۵۲۹  |
| نأسی             | ۳۴°۵۳′۲۳″شمالی ۵۳°۴۲′۰۷″شرقی / ۳۴٫۸۸۹۸°شمالی ۵۳٫۷۰۱۹°شرقی |        | ۵۳۰  |
| نأسی             | ۳۴°۵۲′۱۶″شمالی ۵۳°۴۳′۰۱″شرقی / ۳۴٫۸۷۱۲°شمالی ۵۳٫۷۱۷۰°شرقی |        | ۵۳۱  |
| نائینک           | ۳۵°۴۰′۱۷″شمالی ۵۳°۴۸′۱۴″شرقی / ۳۵٫۶۷۱۳°شمالی ۵۳٫۸۰۴۰°شرقی |        | ۵۳۲  |
| نسام             | ۳۵°۴۱′۳۶″شمالی ۵۳°۳۷′۰۸″شرقی / ۳۵٫۶۹۳۲°شمالی ۵۳٫۶۱۸۸°شرقی |        | ۵۳۳  |
| نسی              | ۳۵°۰۶′۱۵″شمالی ۵۳°۳۳′۴۴″شرقی / ۳۵٫۱۰۴۱°شمالی ۵۳٫۵۶۲۳°شرقی |        | ۵۳۴  |
| نمک              | ۳۵°۰۶′۱۲″شمالی ۵۳°۴۹′۴۳″شرقی / ۳۵٫۱۰۳۲°شمالی ۵۳٫۸۲۸۵°شرقی |        | ۵۳۵  |
| نمک              | ۳۵°۰۹′۵۲″شمالی ۵۴°۰۸′۱۸″شرقی / ۳۵٫۱۶۴۴°شمالی ۵۴٫۱۳۸۲°شرقی |        | ۵۳۶  |
| نمک              | ۳۵°۰۹′۲۶″شمالی ۵۴°۰۶′۱۱″شرقی / ۳۵٫۱۵۷۳°شمالی ۵۴٫۱۰۳۱°شرقی |        | ۵۳۷  |
| نیزه کوه         | ۳۵°۴۴′۳۰″شمالی ۵۳°۴۸′۴۳″شرقی / ۳۵٫۷۴۱۸°شمالی ۵۳٫۸۱۲۰°شرقی |        | ۵۳۸  |
| هفت خانی         | ۳۵°۳۴′۲۳″شمالی ۵۳°۵۵′۲۳″شرقی / ۳۵٫۵۷۳۱°شمالی ۵۳٫۹۲۳۰°شرقی |        | ۵۳۹  |
| هفت کمربند       | ۳۵°۳۰′۱۲″شمالی ۵۳°۴۲′۳۴″شرقی / ۳۵٫۵۰۳۳°شمالی ۵۳٫۷۰۹۵°شرقی |        | ۵۴۰  |
| هفت کمربند       | ۳۵°۲۹′۳۵″شمالی ۵۳°۴۲′۱۹″شرقی / ۳۵٫۴۹۳۰°شمالی ۵۳٫۷۰۵۳°شرقی |        | ۵۴۱  |
| یورتا            | ۳۵°۴۶′۰۰″شمالی ۵۳°۵۵′۲۷″شرقی / ۳۵٫۷۶۶۷°شمالی ۵۳٫۹۲۴۱°شرقی |        | ۵۴۲  |
| آبشرف            | ۳۵°۵۵′۳۹″شمالی ۵۳°۴۶′۴۷″شرقی / ۳۵٫۹۲۷۶°شمالی ۵۳٫۷۷۹۷°شرقی |        | ۵۴۳  |
| آبکش             | ۳۶°۲۷′۳۵″شمالی ۵۴°۲۵′۲۵″شرقی / ۳۶٫۴۵۹۶°شمالی ۵۴٫۴۲۳۷°شرقی |        | ۵۴۴  |
| احمدآباد         | ۳۵°۵۰′۱۰″شمالی ۵۴°۰۵′۵۱″شرقی / ۳۵٫۸۳۶۲°شمالی ۵۴٫۰۹۷۶°شرقی |        | ۵۴۵  |
| آرسک             | ۳۶°۰۹′۵۲″شمالی ۵۳°۵۹′۳۰″شرقی / ۳۶٫۱۶۴۵°شمالی ۵۳٫۹۹۱۷°شرقی |        | ۵۴۶  |
| آرسک             | ۳۶°۰۹′۰۳″شمالی ۵۳°۵۷′۲۴″شرقی / ۳۶٫۱۵۰۸°شمالی ۵۳٫۹۵۶۶°شرقی |        | ۵۴۷  |
| اسبستون          | ۳۶°۲۰′۲۹″شمالی ۵۴°۰۶′۳۱″شرقی / ۳۶٫۳۴۱۵°شمالی ۵۴٫۱۰۸۷°شرقی |        | ۵۴۸  |
| اسپی خاک         | ۳۶°۲۸′۱۸″شمالی ۵۴°۲۶′۵۹″شرقی / ۳۶٫۴۷۱۸°شمالی ۵۴٫۴۴۹۶°شرقی |        | ۵۴۹  |
| اسپیدار          | ۳۶°۲۸′۰۰″شمالی ۵۴°۰۷′۴۰″شرقی / ۳۶٫۴۶۶۸°شمالی ۵۴٫۱۲۷۸°شرقی |        | ۵۵۰  |
| اسپیدارخانی      | ۳۶°۲۷′۵۱″شمالی ۵۴°۰۶′۲۶″شرقی / ۳۶٫۴۶۴۱°شمالی ۵۴٫۱۰۷۱°شرقی |        | ۵۵۱  |
| اسپیرو           | ۳۶°۲۴′۲۳″شمالی ۵۳°۵۹′۲۳″شرقی / ۳۶٫۴۰۶۴°شمالی ۵۳٫۹۸۹۷°شرقی |        | ۵۵۲  |
| اسپیل آباد       | ۳۶°۲۳′۲۸″شمالی ۵۴°۰۹′۵۸″شرقی / ۳۶٫۳۹۱۱°شمالی ۵۴٫۱۶۶۲°شرقی |        | ۵۵۳  |
| آستانه           | ۳۶°۱۰′۳۰″شمالی ۵۴°۱۰′۳۲″شرقی / ۳۶٫۱۷۵۱°شمالی ۵۴٫۱۷۵۶°شرقی |        | ۵۵۴  |
| اسکند            | ۳۶°۲۴′۵۵″شمالی ۵۴°۰۴′۱۷″شرقی / ۳۶٫۴۱۵۴°شمالی ۵۴٫۰۷۱۳°شرقی |        | ۵۵۵  |
| اسنجرو           | ۳۶°۰۱′۰۳″شمالی ۵۳°۵۱′۰۴″شرقی / ۳۶٫۰۱۷۴°شمالی ۵۳٫۸۵۱۰°شرقی |        | ۵۵۶  |
| اشتلو            | ۳۵°۴۱′۵۹″شمالی ۵۴°۰۲′۳۰″شرقی / ۳۵٫۶۹۹۶°شمالی ۵۴٫۰۴۱۸°شرقی |        | ۵۵۷  |
| امام ابوالقاسم   | ۳۶°۲۹′۴۷″شمالی ۵۴°۱۹′۵۴″شرقی / ۳۶٫۴۹۶۴°شمالی ۵۴٫۳۳۱۸°شرقی |        | ۵۵۸  |
| امیران دشت       | ۳۶°۲۷′۱۵″شمالی ۵۴°۱۷′۲۳″شرقی / ۳۶٫۴۵۴۱°شمالی ۵۴٫۲۸۹۷°شرقی |        | ۵۵۹  |
| انبان کوه        | ۳۶°۱۷′۲۲″شمالی ۵۴°۰۹′۱۷″شرقی / ۳۶٫۲۸۹۵°شمالی ۵۴٫۱۵۴۸°شرقی |        | ۵۶۰  |
| انبروته          | ۳۵°۲۱′۴۴″شمالی ۵۴°۱۹′۵۸″شرقی / ۳۵٫۳۶۲۱°شمالی ۵۴٫۳۳۲۹°شرقی |        | ۵۶۱  |
| انجیرلو          | ۳۶°۰۸′۳۲″شمالی ۵۴°۰۶′۳۳″شرقی / ۳۶٫۱۴۲۲°شمالی ۵۴٫۱۰۹۱°شرقی |        | ۵۶۲  |
| انجیرو           | ۳۵°۳۱′۰۴″شمالی ۵۴°۰۲′۳۳″شرقی / ۳۵٫۵۱۷۸°شمالی ۵۴٫۰۴۲۵°شرقی |        | ۵۶۳  |
| آهک              | ۳۶°۱۸′۳۰″شمالی ۵۴°۲۷′۱۲″شرقی / ۳۶٫۳۰۸۳°شمالی ۵۴٫۴۵۳۳°شرقی |        | ۵۶۴  |
| اوشک             | ۳۶°۲۴′۴۶″شمالی ۵۴°۲۰′۴۹″شرقی / ۳۶٫۴۱۲۷°شمالی ۵۴٫۳۴۶۹°شرقی |        | ۵۶۵  |
| اوشور            | ۳۶°۲۹′۲۵″شمالی ۵۴°۳۰′۲۰″شرقی / ۳۶٫۴۹۰۲°شمالی ۵۴٫۵۰۵۶°شرقی |        | ۵۶۶  |
| اوگارو           | ۳۵°۳۸′۵۴″شمالی ۵۴°۴۰′۰۷″شرقی / ۳۵٫۶۴۸۴°شمالی ۵۴٫۶۶۸۷°شرقی |        | ۵۶۷  |
| باداب            | ۳۶°۱۵′۰۲″شمالی ۵۴°۰۶′۳۷″شرقی / ۳۶٫۲۵۰۶°شمالی ۵۴٫۱۱۰۳°شرقی |        | ۵۶۸  |
| بادو             | ۳۶°۱۳′۴۹″شمالی ۵۴°۰۶′۳۱″شرقی / ۳۶٫۲۳۰۴°شمالی ۵۴٫۱۰۸۷°شرقی |        | ۵۶۹  |
| بادو             | ۳۶°۱۴′۱۵″شمالی ۵۴°۰۷′۳۴″شرقی / ۳۶٫۲۳۷۴°شمالی ۵۴٫۱۲۶۱°شرقی |        | ۵۷۰  |
| بایکلوم          | ۳۶°۲۶′۲۵″شمالی ۵۳°۵۶′۵۹″شرقی / ۳۶٫۴۴۰۳°شمالی ۵۳٫۹۴۹۷°شرقی |        | ۵۷۱  |
| بزخوار           | ۳۶°۱۰′۱۷″شمالی ۵۳°۴۸′۲۳″شرقی / ۳۶٫۱۷۱۴°شمالی ۵۳٫۸۰۶۳°شرقی |        | ۵۷۲  |
| بزستانه          | ۳۶°۲۴′۴۴″شمالی ۵۴°۳۱′۲۸″شرقی / ۳۶٫۴۱۲۲°شمالی ۵۴٫۵۲۴۴°شرقی |        | ۵۷۳  |
| بزکوه            | ۳۵°۵۱′۴۱″شمالی ۵۳°۵۹′۳۹″شرقی / ۳۵٫۸۶۱۳°شمالی ۵۳٫۹۹۴۱°شرقی |        | ۵۷۴  |
| بزکوه            | ۳۵°۵۲′۰۹″شمالی ۵۴°۰۰′۳۲″شرقی / ۳۵٫۸۶۹۱°شمالی ۵۴٫۰۰۹۰°شرقی |        | ۵۷۵  |
| بزو              | ۳۵°۲۳′۱۹″شمالی ۵۴°۳۳′۲۳″شرقی / ۳۵٫۳۸۸۷°شمالی ۵۴٫۵۵۶۵°شرقی |        | ۵۷۶  |
| بشلوقو           | ۳۵°۱۷′۵۰″شمالی ۵۴°۲۷′۴۰″شرقی / ۳۵٫۲۹۷۱°شمالی ۵۴٫۴۶۱۲°شرقی |        | ۵۷۷  |
| بلندسرخه         | ۳۵°۵۹′۲۵″شمالی ۵۳°۴۹′۰۳″شرقی / ۳۵٫۹۹۰۳°شمالی ۵۳٫۸۱۷۴°شرقی |        | ۵۷۸  |
| بندتنگه          | ۳۵°۲۳′۵۳″شمالی ۵۴°۳۴′۵۹″شرقی / ۳۵٫۳۹۸۰°شمالی ۵۴٫۵۸۳۱°شرقی |        | ۵۷۹  |
| بندزرو           | ۳۵°۴۹′۰۰″شمالی ۵۴°۰۲′۲۸″شرقی / ۳۵٫۸۱۶۸°شمالی ۵۴٫۰۴۱۲°شرقی |        | ۵۸۰  |
| بنه              | ۳۶°۱۹′۲۲″شمالی ۵۴°۲۹′۰۰″شرقی / ۳۶٫۳۲۲۹°شمالی ۵۴٫۴۸۳۲°شرقی |        | ۵۸۱  |
| بنوار            | ۳۵°۴۹′۵۲″شمالی ۵۴°۰۷′۳۶″شرقی / ۳۵٫۸۳۱۲°شمالی ۵۴٫۱۲۶۸°شرقی |        | ۵۸۲  |
| بنوار            | ۳۵°۴۹′۰۹″شمالی ۵۴°۰۷′۱۶″شرقی / ۳۵٫۸۱۹۱°شمالی ۵۴٫۱۲۱۲°شرقی |        | ۵۸۳  |
| بوده             | ۳۶°۱۹′۰۸″شمالی ۵۴°۳۲′۳۳″شرقی / ۳۶٫۳۱۹۰°شمالی ۵۴٫۵۴۲۴°شرقی |        | ۵۸۴  |
| بیخ دم           | ۳۵°۲۲′۴۳″شمالی ۵۴°۲۴′۵۰″شرقی / ۳۵٫۳۷۸۵°شمالی ۵۴٫۴۱۳۹°شرقی |        | ۵۸۵  |
| بیل بن           | ۳۵°۱۹′۳۱″شمالی ۵۴°۲۳′۴۴″شرقی / ۳۵٫۳۲۵۴°شمالی ۵۴٫۳۹۵۵°شرقی |        | ۵۸۶  |
| پاکمر            | ۳۵°۳۵′۳۴″شمالی ۵۴°۳۳′۳۱″شرقی / ۳۵٫۵۹۲۷°شمالی ۵۴٫۵۵۸۵°شرقی |        | ۵۸۷  |
| پشته سیاه        | ۳۵°۲۵′۳۶″شمالی ۵۴°۱۶′۰۶″شرقی / ۳۵٫۴۲۶۸°شمالی ۵۴٫۲۶۸۳°شرقی |        | ۵۸۸  |
| پشک              | ۳۵°۱۶′۱۵″شمالی ۵۴°۲۵′۰۲″شرقی / ۳۵٫۲۷۰۹°شمالی ۵۴٫۴۱۷۲°شرقی |        | ۵۸۹  |
| پشک              | ۳۵°۱۸′۰۷″شمالی ۵۴°۲۴′۱۱″شرقی / ۳۵٫۳۰۲۰°شمالی ۵۴٫۴۰۳۱°شرقی |        | ۵۹۰  |
| پشک              | ۳۵°۱۷′۰۵″شمالی ۵۴°۲۴′۰۵″شرقی / ۳۵٫۲۸۴۶°شمالی ۵۴٫۴۰۱۳°شرقی |        | ۵۹۱  |
| پم نسام          | ۳۶°۲۱′۱۹″شمالی ۵۴°۰۰′۵۱″شرقی / ۳۶٫۳۵۵۳°شمالی ۵۴٫۰۱۴۳°شرقی |        | ۵۹۲  |
| پنج کوه          | ۳۵°۵۳′۳۰″شمالی ۵۴°۰۴′۳۸″شرقی / ۳۵٫۸۹۱۷°شمالی ۵۴٫۰۷۷۱°شرقی |        | ۵۹۳  |
| پنج کوه          | ۳۵°۴۸′۰۲″شمالی ۵۴°۲۸′۰۴″شرقی / ۳۵٫۸۰۰۶°شمالی ۵۴٫۴۶۷۸°شرقی |        | ۵۹۴  |
| پنج کوه          | ۳۵°۴۷′۲۲″شمالی ۵۴°۲۷′۲۱″شرقی / ۳۵٫۷۸۹۵°شمالی ۵۴٫۴۵۵۸°شرقی |        | ۵۹۵  |
| پی او            | ۳۶°۲۰′۱۳″شمالی ۵۴°۲۴′۱۵″شرقی / ۳۶٫۳۳۷۰°شمالی ۵۴٫۴۰۴۲°شرقی |        | ۵۹۶  |
| تاق تاقیان       | ۳۶°۲۴′۴۰″شمالی ۵۴°۱۸′۳۳″شرقی / ۳۶٫۴۱۱۲°شمالی ۵۴٫۳۰۹۲°شرقی |        | ۵۹۷  |
| تبرکوه           | ۳۵°۱۹′۰۰″شمالی ۵۴°۳۱′۳۶″شرقی / ۳۵٫۳۱۶۶°شمالی ۵۴٫۵۲۶۷°شرقی |        | ۵۹۸  |
| تپه آسیاب لطیف   | ۳۶°۲۱′۳۷″شمالی ۵۴°۰۹′۲۱″شرقی / ۳۶٫۳۶۰۳°شمالی ۵۴٫۱۵۵۹°شرقی |        | ۵۹۹  |
| تپه سفید         | ۳۶°۱۹′۵۰″شمالی ۵۴°۱۳′۰۸″شرقی / ۳۶٫۳۳۰۶°شمالی ۵۴٫۲۱۸۹°شرقی |        | ۶۰۰  |
| تپه سفید         | ۳۶°۱۲′۳۳″شمالی ۵۴°۰۰′۴۰″شرقی / ۳۶٫۲۰۹۳°شمالی ۵۴٫۰۱۱۰°شرقی |        | ۶۰۱  |
| تپه طول          | ۳۶°۱۹′۵۹″شمالی ۵۴°۱۰′۰۴″شرقی / ۳۶٫۳۳۳۰°شمالی ۵۴٫۱۶۷۹°شرقی |        | ۶۰۲  |
| تپه موسی         | ۳۶°۲۱′۴۷″شمالی ۵۴°۲۰′۱۰″شرقی / ۳۶٫۳۶۳۱°شمالی ۵۴٫۳۳۶۲°شرقی |        | ۶۰۳  |
| تخت شاه          | ۳۶°۲۵′۴۴″شمالی ۵۴°۰۸′۱۲″شرقی / ۳۶٫۴۲۸۸°شمالی ۵۴٫۱۳۶۶°شرقی |        | ۶۰۴  |
| تگلک             | ۳۵°۴۲′۴۰″شمالی ۵۴°۰۲′۳۰″شرقی / ۳۵٫۷۱۱۱°شمالی ۵۴٫۰۴۱۶°شرقی |        | ۶۰۵  |
| تموزا            | ۳۶°۲۰′۲۶″شمالی ۵۴°۲۰′۲۰″شرقی / ۳۶٫۳۴۰۵°شمالی ۵۴٫۳۳۸۸°شرقی |        | ۶۰۶  |
| تندر             | ۳۶°۲۵′۲۷″شمالی ۵۴°۳۰′۰۲″شرقی / ۳۶٫۴۲۴۱°شمالی ۵۴٫۵۰۰۶°شرقی |        | ۶۰۷  |
| تندر             | ۳۶°۲۵′۵۷″شمالی ۵۴°۲۹′۴۲″شرقی / ۳۶٫۴۳۲۴°شمالی ۵۴٫۴۹۵۱°شرقی |        | ۶۰۸  |
| تندوشقاره        | ۳۶°۱۹′۵۸″شمالی ۵۴°۱۸′۱۲″شرقی / ۳۶٫۳۳۲۷°شمالی ۵۴٫۳۰۳۴°شرقی |        | ۶۰۹  |
| تنگ دروار        | ۳۶°۰۱′۲۹″شمالی ۵۳°۵۴′۵۹″شرقی / ۳۶٫۰۲۴۸°شمالی ۵۳٫۹۱۶۵°شرقی |        | ۶۱۰  |
| تنوره            | ۳۵°۲۰′۱۵″شمالی ۵۴°۲۵′۵۵″شرقی / ۳۵٫۳۳۷۵°شمالی ۵۴٫۴۳۲۰°شرقی |        | ۶۱۱  |
| تیرسوه           | ۳۵°۲۹′۱۴″شمالی ۵۴°۱۷′۲۲″شرقی / ۳۵٫۴۸۷۲°شمالی ۵۴٫۲۸۹۵°شرقی |        | ۶۱۲  |
| جشکان            | ۳۶°۱۵′۵۸″شمالی ۵۴°۱۰′۱۶″شرقی / ۳۶٫۲۶۶۲°شمالی ۵۴٫۱۷۱۰°شرقی |        | ۶۱۳  |
| جلو              | ۳۶°۲۳′۱۹″شمالی ۵۴°۳۰′۱۷″شرقی / ۳۶٫۳۸۸۵°شمالی ۵۴٫۵۰۴۶°شرقی |        | ۶۱۴  |
| جوجار            | ۳۵°۵۸′۴۰″شمالی ۵۳°۴۶′۵۱″شرقی / ۳۵٫۹۷۷۷°شمالی ۵۳٫۷۸۰۹°شرقی |        | ۶۱۵  |
| چاله گنجی        | ۳۶°۰۰′۵۷″شمالی ۵۴°۰۴′۲۶″شرقی / ۳۶٫۰۱۵۷°شمالی ۵۴٫۰۷۴۰°شرقی |        | ۶۱۶  |
| چاه آباد         | ۳۵°۲۰′۵۵″شمالی ۵۴°۱۹′۴۹″شرقی / ۳۵٫۳۴۸۵°شمالی ۵۴٫۳۳۰۳°شرقی |        | ۶۱۷  |
| چاه دم هندو      | ۳۵°۲۰′۰۱″شمالی ۵۴°۱۶′۴۱″شرقی / ۳۵٫۳۳۳۷°شمالی ۵۴٫۲۷۸۰°شرقی |        | ۶۱۸  |
| چاه شور          | ۳۵°۲۸′۰۴″شمالی ۵۴°۲۲′۴۷″شرقی / ۳۵٫۴۶۷۹°شمالی ۵۴٫۳۷۹۷°شرقی |        | ۶۱۹  |
| چاه شور          | ۳۵°۲۷′۵۰″شمالی ۵۴°۲۱′۴۹″شرقی / ۳۵٫۴۶۳۸°شمالی ۵۴٫۳۶۳۶°شرقی |        | ۶۲۰  |
| چاه فراخ         | ۳۵°۲۹′۰۳″شمالی ۵۴°۱۸′۵۹″شرقی / ۳۵٫۴۸۴۱°شمالی ۵۴٫۳۱۶۵°شرقی |        | ۶۲۱  |
| چرزکوه           | ۳۶°۱۳′۵۵″شمالی ۵۴°۰۲′۱۶″شرقی / ۳۶٫۲۳۲۰°شمالی ۵۴٫۰۳۷۸°شرقی |        | ۶۲۲  |
| چشمه شاه         | ۳۵°۳۸′۴۶″شمالی ۵۴°۰۲′۱۵″شرقی / ۳۵٫۶۴۶۱°شمالی ۵۴٫۰۳۷۶°شرقی |        | ۶۲۳  |
| چغ کشان          | ۳۶°۲۳′۳۰″شمالی ۵۴°۰۵′۲۵″شرقی / ۳۶٫۳۹۱۸°شمالی ۵۴٫۰۹۰۳°شرقی |        | ۶۲۴  |
| چغ کشان          | ۳۶°۲۳′۱۶″شمالی ۵۴°۰۷′۳۵″شرقی / ۳۶٫۳۸۷۷°شمالی ۵۴٫۱۲۶۵°شرقی |        | ۶۲۵  |
| چکل بشم          | ۳۶°۱۷′۴۳″شمالی ۵۴°۱۳′۲۱″شرقی / ۳۶٫۲۹۵۴°شمالی ۵۴٫۲۲۲۶°شرقی |        | ۶۲۶  |
| چکل چالوئی       | ۳۶°۲۷′۳۵″شمالی ۵۴°۳۲′۰۲″شرقی / ۳۶٫۴۵۹۶°شمالی ۵۴٫۵۳۴۰°شرقی |        | ۶۲۷  |
| چکل سرخ          | ۳۶°۱۸′۱۸″شمالی ۵۴°۲۲′۳۷″شرقی / ۳۶٫۳۰۵۰°شمالی ۵۴٫۳۷۶۹°شرقی |        | ۶۲۸  |
| چکل سرخ          | ۳۶°۱۸′۱۵″شمالی ۵۴°۲۲′۱۲″شرقی / ۳۶٫۳۰۴۱°شمالی ۵۴٫۳۷۰۱°شرقی |        | ۶۲۹  |
| چمبلو            | ۳۶°۰۲′۳۹″شمالی ۵۳°۵۴′۴۰″شرقی / ۳۶٫۰۴۴۳°شمالی ۵۳٫۹۱۱۱°شرقی |        | ۶۳۰  |
| چهارلت           | ۳۶°۲۷′۱۳″شمالی ۵۴°۰۸′۳۶″شرقی / ۳۶٫۴۵۳۷°شمالی ۵۴٫۱۴۳۴°شرقی |        | ۶۳۱  |
| چیری بزرگ        | ۳۶°۲۰′۰۱″شمالی ۵۴°۰۲′۱۲″شرقی / ۳۶٫۳۳۳۶°شمالی ۵۴٫۰۳۶۷°شرقی |        | ۶۳۲  |
| چیری کوچک        | ۳۶°۲۰′۲۲″شمالی ۵۴°۰۴′۱۹″شرقی / ۳۶٫۳۳۹۵°شمالی ۵۴٫۰۷۲۰°شرقی |        | ۶۳۳  |
| حلالان           | ۳۶°۲۷′۴۱″شمالی ۵۴°۱۲′۴۱″شرقی / ۳۶٫۴۶۱۳°شمالی ۵۴٫۲۱۱۵°شرقی |        | ۶۳۴  |
| خرخیز            | ۳۶°۲۱′۱۹″شمالی ۵۴°۳۶′۱۰″شرقی / ۳۶٫۳۵۵۴°شمالی ۵۴٫۶۰۲۷°شرقی |        | ۶۳۵  |
| خرس              | ۳۵°۴۰′۳۲″شمالی ۵۴°۴۲′۲۴″شرقی / ۳۵٫۶۷۵۶°شمالی ۵۴٫۷۰۶۸°شرقی |        | ۶۳۶  |
| خرس              | ۳۵°۴۱′۵۵″شمالی ۵۴°۴۲′۰۴″شرقی / ۳۵٫۶۹۸۶°شمالی ۵۴٫۷۰۱۱°شرقی |        | ۶۳۷  |
| خرس چال          | ۳۶°۲۹′۲۲″شمالی ۵۴°۲۶′۲۲″شرقی / ۳۶٫۴۸۹۵°شمالی ۵۴٫۴۳۹۵°شرقی |        | ۶۳۸  |
| خرس چال          | ۳۶°۲۷′۰۵″شمالی ۵۴°۳۰′۵۱″شرقی / ۳۶٫۴۵۱۴°شمالی ۵۴٫۵۱۴۳°شرقی |        | ۶۳۹  |
| خرمان چاله       | ۳۶°۲۵′۰۷″شمالی ۵۴°۲۵′۱۹″شرقی / ۳۶٫۴۱۸۶°شمالی ۵۴٫۴۲۱۹°شرقی |        | ۶۴۰  |
| خرمیدان          | ۳۶°۲۹′۴۲″شمالی ۵۴°۰۹′۳۰″شرقی / ۳۶٫۴۹۴۹°شمالی ۵۴٫۱۵۸۴°شرقی |        | ۶۴۱  |
| دانه کلات        | ۳۶°۲۷′۰۵″شمالی ۵۴°۳۳′۵۱″شرقی / ۳۶٫۴۵۱۴°شمالی ۵۴٫۵۶۴۱°شرقی |        | ۶۴۲  |
| درازبازار        | ۳۵°۵۸′۳۴″شمالی ۵۳°۵۴′۳۷″شرقی / ۳۵٫۹۷۶۱°شمالی ۵۳٫۹۱۰۴°شرقی |        | ۶۴۳  |
| درازکوه          | ۳۵°۵۹′۳۲″شمالی ۵۳°۵۲′۴۶″شرقی / ۳۵٫۹۹۲۱°شمالی ۵۳٫۸۷۹۴°شرقی |        | ۶۴۴  |
| درازکوه          | ۳۵°۵۸′۵۵″شمالی ۵۳°۵۱′۵۵″شرقی / ۳۵٫۹۸۱۹°شمالی ۵۳٫۸۶۵۴°شرقی |        | ۶۴۵  |
| دره لرا          | ۳۶°۲۰′۴۰″شمالی ۵۴°۳۹′۳۹″شرقی / ۳۶٫۳۴۴۵°شمالی ۵۴٫۶۶۰۸°شرقی |        | ۶۴۶  |
| دروازو           | ۳۶°۲۳′۰۹″شمالی ۵۴°۱۶′۳۶″شرقی / ۳۶٫۳۸۵۹°شمالی ۵۴٫۲۷۶۸°شرقی |        | ۶۴۷  |
| دست بند          | ۳۶°۰۲′۰۲″شمالی ۵۳°۴۴′۲۷″شرقی / ۳۶٫۰۳۳۸°شمالی ۵۳٫۷۴۰۸°شرقی |        | ۶۴۸  |
| دست بند          | ۳۶°۰۲′۱۳″شمالی ۵۳°۴۵′۰۲″شرقی / ۳۶٫۰۳۶۹°شمالی ۵۳٫۷۵۰۶°شرقی |        | ۶۴۹  |
| دشت خمبو         | ۳۶°۱۶′۳۵″شمالی ۵۴°۰۱′۰۰″شرقی / ۳۶٫۲۷۶۳°شمالی ۵۴٫۰۱۶۷°شرقی |        | ۶۵۰  |
| دشتک             | ۳۶°۲۶′۲۵″شمالی ۵۴°۱۶′۱۸″شرقی / ۳۶٫۴۴۰۳°شمالی ۵۴٫۲۷۱۷°شرقی |        | ۶۵۱  |
| دنبو             | ۳۶°۲۴′۴۵″شمالی ۵۴°۰۹′۴۱″شرقی / ۳۶٫۴۱۲۵°شمالی ۵۴٫۱۶۱۴°شرقی |        | ۶۵۲  |
| دهان چالو        | ۳۵°۱۶′۱۹″شمالی ۵۴°۲۶′۴۸″شرقی / ۳۵٫۲۷۲۰°شمالی ۵۴٫۴۴۶۸°شرقی |        | ۶۵۳  |
| دهدله            | ۳۶°۲۲′۳۶″شمالی ۵۴°۰۸′۳۲″شرقی / ۳۶٫۳۷۶۷°شمالی ۵۴٫۱۴۲۳°شرقی |        | ۶۵۴  |
| دوبرار           | ۳۶°۲۷′۰۲″شمالی ۵۴°۳۲′۱۴″شرقی / ۳۶٫۴۵۰۶°شمالی ۵۴٫۵۳۷۳°شرقی |        | ۶۵۵  |
| دوخال            | ۳۶°۲۳′۰۴″شمالی ۵۴°۱۵′۵۰″شرقی / ۳۶٫۳۸۴۴°شمالی ۵۴٫۲۶۳۹°شرقی |        | ۶۵۶  |
| دوخال            | ۳۶°۱۹′۲۹″شمالی ۵۴°۳۱′۵۳″شرقی / ۳۶٫۳۲۴۷°شمالی ۵۴٫۵۳۱۴°شرقی |        | ۶۵۷  |
| دودره            | ۳۶°۱۱′۱۸″شمالی ۵۳°۴۹′۰۴″شرقی / ۳۶٫۱۸۸۴°شمالی ۵۳٫۸۱۷۸°شرقی |        | ۶۵۸  |
| دوشاخ            | ۳۵°۲۲′۳۹″شمالی ۵۴°۳۲′۴۱″شرقی / ۳۵٫۳۷۷۶°شمالی ۵۴٫۵۴۴۶°شرقی |        | ۶۵۹  |
| دوشین            | ۳۶°۱۵′۲۰″شمالی ۵۴°۱۱′۵۷″شرقی / ۳۶٫۲۵۵۶°شمالی ۵۴٫۱۹۹۳°شرقی |        | ۶۶۰  |
| دوگوش            | ۳۵°۱۸′۰۸″شمالی ۵۴°۳۳′۵۰″شرقی / ۳۵٫۳۰۲۱°شمالی ۵۴٫۵۶۳۹°شرقی |        | ۶۶۱  |
| دیواریان         | ۳۶°۱۸′۵۷″شمالی ۵۴°۱۹′۴۰″شرقی / ۳۶٫۳۱۵۸°شمالی ۵۴٫۳۲۷۹°شرقی |        | ۶۶۲  |
| رامو             | ۳۶°۲۱′۳۹″شمالی ۵۴°۲۸′۳۸″شرقی / ۳۶٫۳۶۰۹°شمالی ۵۴٫۴۷۷۳°شرقی |        | ۶۶۳  |
| رشم              | ۳۶°۲۳′۰۲″شمالی ۵۴°۲۰′۲۷″شرقی / ۳۶٫۳۸۳۹°شمالی ۵۴٫۳۴۰۹°شرقی |        | ۶۶۴  |
| رشم              | ۳۵°۱۸′۳۳″شمالی ۵۴°۲۸′۵۸″شرقی / ۳۵٫۳۰۹۲°شمالی ۵۴٫۴۸۲۹°شرقی |        | ۶۶۵  |
| رمه              | ۳۶°۰۶′۴۳″شمالی ۵۳°۵۳′۳۱″شرقی / ۳۶٫۱۱۲۰°شمالی ۵۳٫۸۹۱۹°شرقی |        | ۶۶۶  |
| روچاله           | ۳۶°۲۴′۴۹″شمالی ۵۴°۳۴′۰۷″شرقی / ۳۶٫۴۱۳۵°شمالی ۵۴٫۵۶۸۶°شرقی |        | ۶۶۷  |
| ریزبزرگ          | ۳۶°۱۳′۳۸″شمالی ۵۴°۰۹′۱۳″شرقی / ۳۶٫۲۲۷۳°شمالی ۵۴٫۱۵۳۶°شرقی |        | ۶۶۸  |
| ریزه مرشک        | ۳۶°۲۴′۵۱″شمالی ۵۴°۱۶′۳۵″شرقی / ۳۶٫۴۱۴۳°شمالی ۵۴٫۲۷۶۴°شرقی |        | ۶۶۹  |
| زالی             | ۳۶°۲۱′۲۳″شمالی ۵۴°۰۳′۴۲″شرقی / ۳۶٫۳۵۶۵°شمالی ۵۴٫۰۶۱۷°شرقی |        | ۶۷۰  |
| زردآلبانه        | ۳۶°۰۹′۴۴″شمالی ۵۴°۰۷′۵۸″شرقی / ۳۶٫۱۶۲۳°شمالی ۵۴٫۱۳۲۷°شرقی |        | ۶۷۱  |
| زردآلبانه        | ۳۶°۰۹′۰۸″شمالی ۵۴°۰۶′۴۶″شرقی / ۳۶٫۱۵۲۲°شمالی ۵۴٫۱۱۲۹°شرقی |        | ۶۷۲  |
| زردکوه           | ۳۵°۵۷′۵۱″شمالی ۵۳°۵۱′۵۲″شرقی / ۳۵٫۹۶۴۱°شمالی ۵۳٫۸۶۴۴°شرقی |        | ۶۷۳  |
| زردکوه           | ۳۵°۵۸′۱۵″شمالی ۵۳°۵۲′۳۴″شرقی / ۳۵٫۹۷۰۹°شمالی ۵۳٫۸۷۶۲°شرقی |        | ۶۷۴  |
| زرشک کوه         | ۳۶°۲۷′۴۲″شمالی ۵۴°۲۴′۰۹″شرقی / ۳۶٫۴۶۱۷°شمالی ۵۴٫۴۰۲۶°شرقی |        | ۶۷۵  |
| زرین چشمه        | ۳۵°۴۳′۴۰″شمالی ۵۴°۰۳′۲۶″شرقی / ۳۵٫۷۲۷۹°شمالی ۵۴٫۰۵۷۲°شرقی |        | ۶۷۶  |
| زرین چشمه        | ۳۵°۴۴′۴۳″شمالی ۵۴°۰۴′۱۳″شرقی / ۳۵٫۷۴۵۳°شمالی ۵۴٫۰۷۰۴°شرقی |        | ۶۷۷  |
| زرین چشمه        | ۳۵°۴۵′۰۹″شمالی ۵۴°۰۴′۳۸″شرقی / ۳۵٫۷۵۲۵°شمالی ۵۴٫۰۷۷۳°شرقی |        | ۶۷۸  |
| زندان            | ۳۶°۲۸′۵۴″شمالی ۵۴°۲۲′۴۱″شرقی / ۳۶٫۴۸۱۶°شمالی ۵۴٫۳۷۸۰°شرقی |        | ۶۷۹  |
| زندان            | ۳۶°۲۸′۲۹″شمالی ۵۴°۲۲′۱۳″شرقی / ۳۶٫۴۷۴۸°شمالی ۵۴٫۳۷۰۴°شرقی |        | ۶۸۰  |
| زنگی             | ۳۶°۲۰′۱۵″شمالی ۵۴°۱۵′۰۷″شرقی / ۳۶٫۳۳۷۵°شمالی ۵۴٫۲۵۲۰°شرقی |        | ۶۸۱  |
| زنگی             | ۳۶°۲۰′۴۰″شمالی ۵۴°۱۴′۱۸″شرقی / ۳۶٫۳۴۴۵°شمالی ۵۴٫۲۳۸۴°شرقی |        | ۶۸۲  |
| زیارتگاه         | ۳۶°۱۷′۱۵″شمالی ۵۴°۰۲′۱۴″شرقی / ۳۶٫۲۸۷۵°شمالی ۵۴٫۰۳۷۲°شرقی |        | ۶۸۳  |
| زیره             | ۳۶°۱۸′۳۲″شمالی ۵۴°۲۴′۲۴″شرقی / ۳۶٫۳۰۹۰°شمالی ۵۴٫۴۰۶۸°شرقی |        | ۶۸۴  |
| سرتنگه           | ۳۶°۲۶′۱۷″شمالی ۵۴°۱۸′۵۰″شرقی / ۳۶٫۴۳۸۰°شمالی ۵۴٫۳۱۴۰°شرقی |        | ۶۸۵  |
| سرخ              | ۳۶°۱۸′۵۹″شمالی ۵۴°۲۲′۰۰″شرقی / ۳۶٫۳۱۶۵°شمالی ۵۴٫۳۶۶۶°شرقی |        | ۶۸۶  |
| سرخ              | ۳۶°۱۹′۱۹″شمالی ۵۴°۲۲′۳۴″شرقی / ۳۶٫۳۲۲۰°شمالی ۵۴٫۳۷۶۲°شرقی |        | ۶۸۷  |
| سرخ آرام         | ۳۶°۱۵′۳۲″شمالی ۵۳°۵۷′۴۹″شرقی / ۳۶٫۲۵۹۰°شمالی ۵۳٫۹۶۳۷°شرقی |        | ۶۸۸  |
| سرخ تابیر        | ۳۶°۲۰′۴۳″شمالی ۵۴°۱۷′۰۷″شرقی / ۳۶٫۳۴۵۴°شمالی ۵۴٫۲۸۵۲°شرقی |        | ۶۸۹  |
| سرخ تاور         | ۳۶°۲۸′۳۴″شمالی ۵۴°۰۸′۳۸″شرقی / ۳۶٫۴۷۶۱°شمالی ۵۴٫۱۴۳۹°شرقی |        | ۶۹۰  |
| سرخ کوه          | ۳۵°۳۲′۴۱″شمالی ۵۴°۳۸′۵۶″شرقی / ۳۵٫۵۴۴۷°شمالی ۵۴٫۶۴۹۰°شرقی |        | ۶۹۱  |
| سرخ کوه          | ۳۵°۴۶′۳۴″شمالی ۵۴°۲۱′۵۵″شرقی / ۳۵٫۷۷۶۱°شمالی ۵۴٫۳۶۵۴°شرقی |        | ۶۹۲  |
| سرخ کوه          | ۳۶°۰۶′۴۳″شمالی ۵۳°۵۶′۲۱″شرقی / ۳۶٫۱۱۲۰°شمالی ۵۳٫۹۳۹۲°شرقی |        | ۶۹۳  |
| سرخ کوه          | ۳۶°۰۷′۳۹″شمالی ۵۳°۵۷′۱۶″شرقی / ۳۶٫۱۲۷۶°شمالی ۵۳٫۹۵۴۵°شرقی |        | ۶۹۴  |
| سرخکوه           | ۳۵°۴۹′۳۸″شمالی ۵۴°۱۳′۰۰″شرقی / ۳۵٫۸۲۷۲°شمالی ۵۴٫۲۱۶۷°شرقی |        | ۶۹۵  |
| سرخه پلنگ گرو    | ۳۶°۲۹′۵۳″شمالی ۵۴°۳۲′۲۹″شرقی / ۳۶٫۴۹۸۰°شمالی ۵۴٫۵۴۱۳°شرقی |        | ۶۹۶  |
| سردزدو           | ۳۶°۲۴′۰۱″شمالی ۵۴°۱۴′۲۳″شرقی / ۳۶٫۴۰۰۲°شمالی ۵۴٫۲۳۹۷°شرقی |        | ۶۹۷  |
| سرسک             | ۳۶°۲۸′۵۲″شمالی ۵۴°۱۹′۰۴″شرقی / ۳۶٫۴۸۱۱°شمالی ۵۴٫۳۱۷۹°شرقی |        | ۶۹۸  |
| سری              | ۳۶°۲۵′۲۱″شمالی ۵۴°۳۲′۱۸″شرقی / ۳۶٫۴۲۲۴°شمالی ۵۴٫۵۳۸۴°شرقی |        | ۶۹۹  |
| سفید             | ۳۶°۲۶′۴۷″شمالی ۵۴°۲۸′۱۸″شرقی / ۳۶٫۴۴۶۴°شمالی ۵۴٫۴۷۱۷°شرقی |        | ۷۰۰  |
| سفید             | ۳۶°۱۰′۱۴″شمالی ۵۴°۰۱′۱۷″شرقی / ۳۶٫۱۷۰۵°شمالی ۵۴٫۰۲۱۵°شرقی |        | ۷۰۱  |
| سفید             | ۳۶°۲۶′۲۴″شمالی ۵۴°۲۴′۴۵″شرقی / ۳۶٫۴۴۰۰°شمالی ۵۴٫۴۱۲۶°شرقی |        | ۷۰۲  |
| سفید             | ۳۶°۱۱′۳۵″شمالی ۵۴°۰۴′۳۵″شرقی / ۳۶٫۱۹۳۰°شمالی ۵۴٫۰۷۶۵°شرقی |        | ۷۰۳  |
| سفید             | ۳۶°۲۶′۵۵″شمالی ۵۴°۲۹′۵۵″شرقی / ۳۶٫۴۴۸۷°شمالی ۵۴٫۴۹۸۶°شرقی |        | ۷۰۴  |
| سفیدکوه          | ۳۶°۲۸′۵۳″شمالی ۵۴°۱۷′۴۳″شرقی / ۳۶٫۴۸۱۵°شمالی ۵۴٫۲۹۵۳°شرقی |        | ۷۰۵  |
| سنجد             | ۳۵°۲۱′۲۷″شمالی ۵۴°۲۵′۳۷″شرقی / ۳۵٫۳۵۷۴°شمالی ۵۴٫۴۲۶۹°شرقی |        | ۷۰۶  |
| سنکلم            | ۳۶°۲۶′۰۰″شمالی ۵۳°۵۶′۲۳″شرقی / ۳۶٫۴۳۳۴°شمالی ۵۳٫۹۳۹۸°شرقی |        | ۷۰۷  |
| سنگ آب           | ۳۵°۵۹′۴۶″شمالی ۵۴°۰۱′۱۳″شرقی / ۳۵٫۹۹۶۱°شمالی ۵۴٫۰۲۰۲°شرقی |        | ۷۰۸  |
| سنگ او           | ۳۶°۰۰′۰۰″شمالی ۵۴°۰۲′۰۴″شرقی / ۳۶٫۰۰۰۰°شمالی ۵۴٫۰۳۴۴°شرقی |        | ۷۰۹  |
| سنگ کر           | ۳۵°۱۹′۲۷″شمالی ۵۴°۲۸′۵۰″شرقی / ۳۵٫۳۲۴۳°شمالی ۵۴٫۴۸۰۶°شرقی |        | ۷۱۰  |
| سنگ کلومه        | ۳۶°۲۶′۲۳″شمالی ۵۴°۰۰′۱۴″شرقی / ۳۶٫۴۳۹۷°شمالی ۵۴٫۰۰۴۰°شرقی |        | ۷۱۱  |
| سنگبان           | ۳۶°۲۷′۲۳″شمالی ۵۴°۲۲′۵۶″شرقی / ۳۶٫۴۵۶۳°شمالی ۵۴٫۳۸۲۳°شرقی |        | ۷۱۲  |
| سنگبان           | ۳۶°۲۷′۰۵″شمالی ۵۴°۲۱′۵۷″شرقی / ۳۶٫۴۵۱۳°شمالی ۵۴٫۳۶۵۸°شرقی |        | ۷۱۳  |
| سه سم            | ۳۶°۲۶′۴۸″شمالی ۵۴°۰۵′۰۰″شرقی / ۳۶٫۴۴۶۶°شمالی ۵۴٫۰۸۳۲°شرقی |        | ۷۱۴  |
| سومبو            | ۳۵°۱۷′۰۳″شمالی ۵۴°۲۱′۲۸″شرقی / ۳۵٫۲۸۴۲°شمالی ۵۴٫۳۵۷۹°شرقی |        | ۷۱۵  |
| سیانه            | ۳۶°۰۲′۵۹″شمالی ۵۴°۰۰′۴۱″شرقی / ۳۶٫۰۴۹۸°شمالی ۵۴٫۰۱۱۴°شرقی |        | ۷۱۶  |
| سیانه            | ۳۵°۵۳′۴۸″شمالی ۵۴°۰۲′۳۳″شرقی / ۳۵٫۸۹۶۶°شمالی ۵۴٫۰۴۲۴°شرقی |        | ۷۱۷  |
| سیاه             | ۳۶°۲۱′۰۲″شمالی ۵۴°۳۴′۵۷″شرقی / ۳۶٫۳۵۰۵°شمالی ۵۴٫۵۸۲۶°شرقی |        | ۷۱۸  |
| سیاه استل        | ۳۶°۲۴′۵۴″شمالی ۵۴°۰۰′۴۹″شرقی / ۳۶٫۴۱۵۰°شمالی ۵۴٫۰۱۳۶°شرقی |        | ۷۱۹  |
| سیاه چشمه        | ۳۶°۱۹′۰۰″شمالی ۵۴°۱۵′۳۹″شرقی / ۳۶٫۳۱۶۶°شمالی ۵۴٫۲۶۰۸°شرقی |        | ۷۲۰  |
| سیاه چشمه        | ۳۶°۱۸′۴۳″شمالی ۵۴°۱۴′۳۹″شرقی / ۳۶٫۳۱۱۹°شمالی ۵۴٫۲۴۴۳°شرقی |        | ۷۲۱  |
| سیاه چیل         | ۳۶°۲۹′۲۲″شمالی ۵۴°۱۵′۲۸″شرقی / ۳۶٫۴۸۹۴°شمالی ۵۴٫۲۵۷۹°شرقی |        | ۷۲۲  |
| سیاه چیل         | ۳۶°۲۸′۴۴″شمالی ۵۴°۱۴′۲۷″شرقی / ۳۶٫۴۷۸۸°شمالی ۵۴٫۲۴۰۸°شرقی |        | ۷۲۳  |
| سیاه کند         | ۳۶°۲۴′۲۳″شمالی ۵۳°۵۶′۴۲″شرقی / ۳۶٫۴۰۶۵°شمالی ۵۳٫۹۴۵۰°شرقی |        | ۷۲۴  |
| سیاه کوه         | ۳۶°۱۵′۵۳″شمالی ۵۴°۲۳′۱۷″شرقی / ۳۶٫۲۶۴۷°شمالی ۵۴٫۳۸۸۱°شرقی |        | ۷۲۵  |
| سیم تلو          | ۳۶°۲۸′۴۳″شمالی ۵۴°۱۱′۲۰″شرقی / ۳۶٫۴۷۸۵°شمالی ۵۴٫۱۸۸۸°شرقی |        | ۷۲۶  |
| سینه وند         | ۳۵°۲۰′۵۴″شمالی ۵۴°۲۴′۱۳″شرقی / ۳۵٫۳۴۸۴°شمالی ۵۴٫۴۰۳۷°شرقی |        | ۷۲۷  |
| شاه کل           | ۳۶°۲۴′۱۸″شمالی ۵۳°۵۴′۵۳″شرقی / ۳۶٫۴۰۵۰°شمالی ۵۳٫۹۱۴۶°شرقی |        | ۷۲۸  |
| شترگردن          | ۳۶°۰۶′۱۵″شمالی ۵۴°۰۱′۴۱″شرقی / ۳۶٫۱۰۴۳°شمالی ۵۴٫۰۲۸۱°شرقی |        | ۷۲۹  |
| شدادی            | ۳۵°۵۹′۵۷″شمالی ۵۳°۴۸′۱۸″شرقی / ۳۵٫۹۹۹۱°شمالی ۵۳٫۸۰۴۹°شرقی |        | ۷۳۰  |
| شدادی            | ۳۶°۰۰′۱۰″شمالی ۵۳°۴۸′۱۲″شرقی / ۳۶٫۰۰۲۷°شمالی ۵۳٫۸۰۳۲°شرقی |        | ۷۳۱  |
| شقالو            | ۳۶°۱۳′۰۷″شمالی ۵۴°۱۰′۵۴″شرقی / ۳۶٫۲۱۸۶°شمالی ۵۴٫۱۸۱۷°شرقی |        | ۷۳۲  |
| شکارگاه          | ۳۵°۲۴′۵۳″شمالی ۵۴°۱۸′۰۱″شرقی / ۳۵٫۴۱۴۶°شمالی ۵۴٫۳۰۰۳°شرقی |        | ۷۳۳  |
| شکارگاه چاه قبری | ۳۵°۲۳′۳۷″شمالی ۵۴°۱۵′۳۶″شرقی / ۳۵٫۳۹۳۵°شمالی ۵۴٫۲۶۰۰°شرقی |        | ۷۳۴  |
| شلغمی            | ۳۵°۲۲′۴۸″شمالی ۵۴°۲۰′۰۹″شرقی / ۳۵٫۳۸۰۱°شمالی ۵۴٫۳۳۵۷°شرقی |        | ۷۳۵  |
| شمشیرزنان        | ۳۶°۰۲′۳۹″شمالی ۵۳°۵۰′۴۶″شرقی / ۳۶٫۰۴۴۱°شمالی ۵۳٫۸۴۶۱°شرقی |        | ۷۳۶  |
| شورو             | ۳۶°۰۱′۳۶″شمالی ۵۴°۰۲′۲۲″شرقی / ۳۶٫۰۲۶۸°شمالی ۵۴٫۰۳۹۴°شرقی |        | ۷۳۷  |
| شیر              | ۳۶°۱۳′۲۴″شمالی ۵۴°۱۳′۴۴″شرقی / ۳۶٫۲۲۳۴°شمالی ۵۴٫۲۲۸۸°شرقی |        | ۷۳۸  |
| شیرین چال        | ۳۶°۲۷′۱۶″شمالی ۵۴°۰۲′۱۸″شرقی / ۳۶٫۴۵۴۴°شمالی ۵۴٫۰۳۸۴°شرقی |        | ۷۳۹  |
| صبوری تنگه       | ۳۶°۰۵′۲۵″شمالی ۵۳°۵۰′۵۹″شرقی / ۳۶٫۰۹۰۴°شمالی ۵۳٫۸۴۹۶°شرقی |        | ۷۴۰  |
| صبوری تنگه       | ۳۶°۰۶′۲۲″شمالی ۵۳°۵۲′۴۰″شرقی / ۳۶٫۱۰۶۱°شمالی ۵۳٫۸۷۷۸°شرقی |        | ۷۴۱  |
| صلواتی           | ۳۶°۰۳′۰۸″شمالی ۵۳°۴۹′۴۸″شرقی / ۳۶٫۰۵۲۲°شمالی ۵۳٫۸۳۰۰°شرقی |        | ۷۴۲  |
| طالو             | ۳۶°۱۹′۱۷″شمالی ۵۴°۲۵′۲۶″شرقی / ۳۶٫۳۲۱۵°شمالی ۵۴٫۴۲۴۰°شرقی |        | ۷۴۳  |
| عالی دراز        | ۳۶°۱۴′۰۹″شمالی ۵۳°۵۷′۳۰″شرقی / ۳۶٫۲۳۵۸°شمالی ۵۳٫۹۵۸۴°شرقی |        | ۷۴۴  |
| علی‌قلی           | ۳۵°۲۴′۲۶″شمالی ۵۴°۳۶′۰۴″شرقی / ۳۵٫۴۰۷۲°شمالی ۵۴٫۶۰۱۰°شرقی |        | ۷۴۵  |
| عورض کوه         | ۳۵°۵۷′۰۸″شمالی ۵۳°۵۰′۱۴″شرقی / ۳۵٫۹۵۲۱°شمالی ۵۳٫۸۳۷۳°شرقی |        | ۷۴۶  |
| غلامعلی کرد      | ۳۶°۱۷′۳۰″شمالی ۵۴°۱۰′۳۸″شرقی / ۳۶٫۲۹۱۶°شمالی ۵۴٫۱۷۷۲°شرقی |        | ۷۴۷  |
| قبله کوه         | ۳۶°۱۰′۰۷″شمالی ۵۳°۴۷′۲۴″شرقی / ۳۶٫۱۶۸۶°شمالی ۵۳٫۷۹۰۰°شرقی |        | ۷۴۸  |
| قلقله            | ۳۶°۲۲′۰۱″شمالی ۵۴°۰۶′۱۹″شرقی / ۳۶٫۳۶۷۰°شمالی ۵۴٫۱۰۵۲°شرقی |        | ۷۴۹  |
| قله دختر         | ۳۵°۱۹′۵۶″شمالی ۵۴°۲۵′۳۲″شرقی / ۳۵٫۳۳۲۱°شمالی ۵۴٫۴۲۵۶°شرقی |        | ۷۵۰  |
| قله دختر         | ۳۵°۱۸′۱۶″شمالی ۵۴°۲۶′۱۹″شرقی / ۳۵٫۳۰۴۵°شمالی ۵۴٫۴۳۸۵°شرقی |        | ۷۵۱  |
| قلوکوه           | ۳۵°۵۱′۴۳″شمالی ۵۴°۰۶′۵۷″شرقی / ۳۵٫۸۶۲۰°شمالی ۵۴٫۱۱۵۸°شرقی |        | ۷۵۲  |
| قلوکوه           | ۳۵°۴۶′۱۶″شمالی ۵۴°۰۶′۱۲″شرقی / ۳۵٫۷۷۱۰°شمالی ۵۴٫۱۰۳۳°شرقی |        | ۷۵۳  |
| قوش گیران        | ۳۶°۱۹′۴۴″شمالی ۵۴°۲۱′۴۹″شرقی / ۳۶٫۳۲۸۹°شمالی ۵۴٫۳۶۳۵°شرقی |        | ۷۵۴  |
| کافرسر           | ۳۶°۰۴′۴۴″شمالی ۵۳°۵۳′۲۵″شرقی / ۳۶٫۰۷۸۸°شمالی ۵۳٫۸۹۰۴°شرقی |        | ۷۵۵  |
| کاله جوز         | ۳۵°۲۱′۰۳″شمالی ۵۴°۳۱′۲۶″شرقی / ۳۵٫۳۵۰۸°شمالی ۵۴٫۵۲۳۸°شرقی |        | ۷۵۶  |
| کبله             | ۳۵°۲۴′۱۲″شمالی ۵۴°۱۹′۲۷″شرقی / ۳۵٫۴۰۳۲°شمالی ۵۴٫۳۲۴۱°شرقی |        | ۷۵۷  |
| کبودک            | ۳۶°۲۶′۱۸″شمالی ۵۴°۱۴′۰۹″شرقی / ۳۶٫۴۳۸۴°شمالی ۵۴٫۲۳۵۹°شرقی |        | ۷۵۸  |
| کتل              | ۳۵°۰۷′۵۶″شمالی ۵۴°۲۹′۱۸″شرقی / ۳۵٫۱۳۲۳°شمالی ۵۴٫۴۸۸۲°شرقی |        | ۷۵۹  |
| کتل              | ۳۵°۰۷′۵۸″شمالی ۵۴°۲۷′۲۲″شرقی / ۳۵٫۱۳۲۹°شمالی ۵۴٫۴۵۶۱°شرقی |        | ۷۶۰  |
| کتل              | ۳۵°۰۹′۲۰″شمالی ۵۴°۳۴′۴۱″شرقی / ۳۵٫۱۵۵۵°شمالی ۵۴٫۵۷۸۱°شرقی |        | ۷۶۱  |
| کتل              | ۳۵°۰۸′۰۸″شمالی ۵۴°۳۰′۲۶″شرقی / ۳۵٫۱۳۵۵°شمالی ۵۴٫۵۰۷۲°شرقی |        | ۷۶۲  |
| کتل              | ۳۵°۰۶′۲۴″شمالی ۵۴°۲۴′۳۸″شرقی / ۳۵٫۱۰۶۶°شمالی ۵۴٫۴۱۰۶°شرقی |        | ۷۶۳  |
| کتل              | ۳۵°۰۶′۱۷″شمالی ۵۴°۲۰′۴۱″شرقی / ۳۵٫۱۰۴۷°شمالی ۵۴٫۳۴۴۷°شرقی |        | ۷۶۴  |
| کتل              | ۳۵°۰۴′۵۷″شمالی ۵۴°۲۱′۱۹″شرقی / ۳۵٫۰۸۲۶°شمالی ۵۴٫۳۵۵۳°شرقی |        | ۷۶۵  |
| کرکسی            | ۳۶°۲۷′۲۰″شمالی ۵۴°۳۰′۲۳″شرقی / ۳۶٫۴۵۵۶°شمالی ۵۴٫۵۰۶۳°شرقی |        | ۷۶۶  |
| کرکسی            | ۳۶°۲۷′۱۱″شمالی ۵۴°۲۸′۴۸″شرقی / ۳۶٫۴۵۳۱°شمالی ۵۴٫۴۷۹۹°شرقی |        | ۷۶۷  |
| کرومال           | ۳۶°۲۹′۲۸″شمالی ۵۴°۱۳′۳۰″شرقی / ۳۶٫۴۹۱۱°شمالی ۵۴٫۲۲۵۱°شرقی |        | ۷۶۸  |
| کرومال           | ۳۶°۳۰′۰۸″شمالی ۵۴°۱۵′۰۵″شرقی / ۳۶٫۵۰۲۱°شمالی ۵۴٫۲۵۱۳°شرقی |        | ۷۶۹  |
| کرومال           | ۳۶°۳۰′۱۲″شمالی ۵۴°۱۴′۱۸″شرقی / ۳۶٫۵۰۳۴°شمالی ۵۴٫۲۳۸۲°شرقی |        | ۷۷۰  |
| کشادو            | ۳۶°۲۴′۰۴″شمالی ۵۴°۳۵′۲۷″شرقی / ۳۶٫۴۰۱۲°شمالی ۵۴٫۵۹۰۹°شرقی |        | ۷۷۱  |
| کل پشت           | ۳۶°۲۳′۰۱″شمالی ۵۳°۵۵′۴۲″شرقی / ۳۶٫۳۸۳۵°شمالی ۵۳٫۹۲۸۳°شرقی |        | ۷۷۲  |
| کل خوسه          | ۳۶°۱۲′۳۹″شمالی ۵۴°۰۲′۱۴″شرقی / ۳۶٫۲۱۰۷°شمالی ۵۴٫۰۳۷۱°شرقی |        | ۷۷۳  |
| کلاریز           | ۳۶°۲۳′۱۷″شمالی ۵۴°۱۷′۱۸″شرقی / ۳۶٫۳۸۸۰°شمالی ۵۴٫۲۸۸۴°شرقی |        | ۷۷۴  |
| کلغری            | ۳۵°۴۱′۳۶″شمالی ۵۴°۴۵′۱۵″شرقی / ۳۵٫۶۹۳۲°شمالی ۵۴٫۷۵۴۲°شرقی |        | ۷۷۵  |
| کلغری            | ۳۵°۴۲′۴۳″شمالی ۵۴°۴۴′۰۳″شرقی / ۳۵٫۷۱۲۰°شمالی ۵۴٫۷۳۴۳°شرقی |        | ۷۷۶  |
| کله کجو          | ۳۵°۲۱′۵۹″شمالی ۵۴°۲۱′۲۲″شرقی / ۳۵٫۳۶۶۴°شمالی ۵۴٫۳۵۶۲°شرقی |        | ۷۷۷  |
| کم انجیر         | ۳۵°۲۰′۳۲″شمالی ۵۴°۲۸′۵۴″شرقی / ۳۵٫۳۴۲۳°شمالی ۵۴٫۴۸۱۸°شرقی |        | ۷۷۸  |
| کمرو             | ۳۵°۵۳′۰۲″شمالی ۵۴°۰۶′۵۳″شرقی / ۳۵٫۸۸۳۹°شمالی ۵۴٫۱۱۴۶°شرقی |        | ۷۷۹  |
| کندس بن          | ۳۶°۲۱′۳۸″شمالی ۵۳°۵۵′۴۶″شرقی / ۳۶٫۳۶۰۶°شمالی ۵۳٫۹۲۹۴°شرقی |        | ۷۸۰  |
| کندوها           | ۳۶°۱۱′۲۰″شمالی ۵۴°۰۰′۰۶″شرقی / ۳۶٫۱۸۸۸°شمالی ۵۴٫۰۰۱۷°شرقی |        | ۷۸۱  |
| کهکشان           | ۳۶°۳۱′۱۵″شمالی ۵۴°۳۳′۵۴″شرقی / ۳۶٫۵۲۰۸°شمالی ۵۴٫۵۶۴۹°شرقی |        | ۷۸۲  |
| کیجو             | ۳۶°۲۳′۴۱″شمالی ۵۴°۳۱′۵۸″شرقی / ۳۶٫۳۹۴۶°شمالی ۵۴٫۵۳۲۷°شرقی |        | ۷۸۳  |
| کیدر             | ۳۶°۲۱′۵۹″شمالی ۵۴°۰۳′۵۳″شرقی / ۳۶٫۳۶۶۵°شمالی ۵۴٫۰۶۴۷°شرقی |        | ۷۸۴  |
| گانو             | ۳۶°۰۳′۲۷″شمالی ۵۳°۵۰′۴۳″شرقی / ۳۶٫۰۵۷۶°شمالی ۵۳٫۸۴۵۲°شرقی |        | ۷۸۵  |
| گچ بجان          | ۳۵°۵۷′۱۱″شمالی ۵۳°۵۲′۴۱″شرقی / ۳۵٫۹۵۳۱°شمالی ۵۳٫۸۷۸۱°شرقی |        | ۷۸۶  |
| گرج              | ۳۶°۲۳′۱۰″شمالی ۵۳°۵۵′۴۰″شرقی / ۳۶٫۳۸۶۲°شمالی ۵۳٫۹۲۷۹°شرقی |        | ۷۸۷  |
| گرد              | ۳۶°۱۹′۱۶″شمالی ۵۴°۲۶′۴۳″شرقی / ۳۶٫۳۲۱۰°شمالی ۵۴٫۴۴۵۴°شرقی |        | ۷۸۸  |
| گردنه عبدالحبیب  | ۳۶°۰۵′۳۵″شمالی ۵۳°۵۶′۴۸″شرقی / ۳۶٫۰۹۳۱°شمالی ۵۳٫۹۴۶۷°شرقی |        | ۷۸۹  |
| گشاد             | ۳۵°۱۱′۲۳″شمالی ۵۴°۲۴′۴۴″شرقی / ۳۵٫۱۸۹۷°شمالی ۵۴٫۴۱۲۱°شرقی |        | ۷۹۰  |
| گل تپه           | ۳۶°۲۳′۱۵″شمالی ۵۳°۵۶′۵۰″شرقی / ۳۶٫۳۸۷۵°شمالی ۵۳٫۹۴۷۱°شرقی |        | ۷۹۱  |
| گل چال           | ۳۶°۲۶′۴۲″شمالی ۵۴°۱۴′۳۷″شرقی / ۳۶٫۴۴۵۱°شمالی ۵۴٫۲۴۳۵°شرقی |        | ۷۹۲  |
| گنداب            | ۳۶°۲۸′۴۲″شمالی ۵۴°۱۳′۴۰″شرقی / ۳۶٫۴۷۸۳°شمالی ۵۴٫۲۲۷۹°شرقی |        | ۷۹۳  |
| گندوئی           | ۳۶°۲۷′۰۸″شمالی ۵۴°۳۳′۱۴″شرقی / ۳۶٫۴۵۲۳°شمالی ۵۴٫۵۵۴۰°شرقی |        | ۷۹۴  |
| گنگو             | ۳۶°۲۳′۱۰″شمالی ۵۴°۲۱′۵۸″شرقی / ۳۶٫۳۸۶۲°شمالی ۵۴٫۳۶۶۲°شرقی |        | ۷۹۵  |
| گوگرد            | ۳۶°۰۹′۴۸″شمالی ۵۴°۰۹′۱۱″شرقی / ۳۶٫۱۶۳۴°شمالی ۵۴٫۱۵۳۰°شرقی |        | ۷۹۶  |
| لارستان          | ۳۵°۴۲′۲۷″شمالی ۵۴°۰۷′۳۸″شرقی / ۳۵٫۷۰۷۴°شمالی ۵۴٫۱۲۷۲°شرقی |        | ۷۹۷  |
| لارستان          | ۳۵°۴۲′۰۲″شمالی ۵۴°۰۷′۱۲″شرقی / ۳۵٫۷۰۰۵°شمالی ۵۴٫۱۲۰۰°شرقی |        | ۷۹۸  |
| لب نسام          | ۳۶°۲۲′۵۷″شمالی ۵۴°۲۴′۲۷″شرقی / ۳۶٫۳۸۲۶°شمالی ۵۴٫۴۰۷۶°شرقی |        | ۷۹۹  |
| لب نسام          | ۳۶°۲۳′۱۵″شمالی ۵۴°۲۸′۵۷″شرقی / ۳۶٫۳۸۷۴°شمالی ۵۴٫۴۸۲۴°شرقی |        | ۸۰۰  |
| لت کوچک          | ۳۶°۲۷′۰۴″شمالی ۵۴°۰۶′۴۲″شرقی / ۳۶٫۴۵۱۱°شمالی ۵۴٫۱۱۱۷°شرقی |        | ۸۰۱  |
| لردشان           | ۳۵°۲۰′۳۶″شمالی ۵۴°۲۰′۵۴″شرقی / ۳۵٫۳۴۳۴°شمالی ۵۴٫۳۴۸۳°شرقی |        | ۸۰۲  |
| لک لکی           | ۳۶°۰۰′۲۴″شمالی ۵۳°۴۶′۱۹″شرقی / ۳۶٫۰۰۶۸°شمالی ۵۳٫۷۷۱۹°شرقی |        | ۸۰۳  |
| لک لکی           | ۳۶°۰۰′۱۴″شمالی ۵۳°۴۳′۳۶″شرقی / ۳۶٫۰۰۳۹°شمالی ۵۳٫۷۲۶۷°شرقی |        | ۸۰۴  |
| لوتی             | ۳۵°۲۰′۰۰″شمالی ۵۴°۳۳′۱۷″شرقی / ۳۵٫۳۳۳۲°شمالی ۵۴٫۵۵۴۷°شرقی |        | ۸۰۵  |
| لوگرد            | ۳۶°۲۷′۴۵″شمالی ۵۴°۱۵′۱۲″شرقی / ۳۶٫۴۶۲۵°شمالی ۵۴٫۲۵۳۳°شرقی |        | ۸۰۶  |
| لویرکوه          | ۳۶°۰۳′۲۷″شمالی ۵۴°۰۲′۴۶″شرقی / ۳۶٫۰۵۷۵°شمالی ۵۴٫۰۴۶۲°شرقی |        | ۸۰۷  |
| مارکوه           | ۳۶°۰۸′۰۰″شمالی ۵۴°۰۵′۰۳″شرقی / ۳۶٫۱۳۳۴°شمالی ۵۴٫۰۸۴۲°شرقی |        | ۸۰۸  |
| مارکوه           | ۳۵°۳۵′۳۸″شمالی ۵۴°۳۰′۴۰″شرقی / ۳۵٫۵۹۳۸°شمالی ۵۴٫۵۱۱۱°شرقی |        | ۸۰۹  |
| مسکام            | ۳۶°۰۳′۳۸″شمالی ۵۳°۵۴′۳۲″شرقی / ۳۶٫۰۶۰۶°شمالی ۵۳٫۹۰۸۹°شرقی |        | ۸۱۰  |
| مشکو             | ۳۶°۲۶′۱۰″شمالی ۵۴°۱۵′۳۷″شرقی / ۳۶٫۴۳۶۲°شمالی ۵۴٫۲۶۰۲°شرقی |        | ۸۱۱  |
| منصورکوه         | ۳۶°۱۶′۵۰″شمالی ۵۴°۱۲′۳۸″شرقی / ۳۶٫۲۸۰۵°شمالی ۵۴٫۲۱۰۵°شرقی |        | ۸۱۲  |
| مهتاب            | ۳۶°۰۳′۳۷″شمالی ۵۳°۴۷′۴۸″شرقی / ۳۶٫۰۶۰۳°شمالی ۵۳٫۷۹۶۸°شرقی |        | ۸۱۳  |
| مهرنگار          | ۳۶°۱۵′۲۴″شمالی ۵۴°۰۹′۱۳″شرقی / ۳۶٫۲۵۶۶°شمالی ۵۴٫۱۵۳۶°شرقی |        | ۸۱۴  |
| مومنکا           | ۳۶°۲۹′۲۴″شمالی ۵۴°۲۹′۱۳″شرقی / ۳۶٫۴۹۰۰°شمالی ۵۴٫۴۸۷۰°شرقی |        | ۸۱۵  |
| میان آب          | ۳۶°۲۷′۱۰″شمالی ۵۴°۲۶′۰۶″شرقی / ۳۶٫۴۵۲۸°شمالی ۵۴٫۴۳۴۹°شرقی |        | ۸۱۶  |
| میان سی          | ۳۶°۲۲′۴۳″شمالی ۵۴°۰۶′۰۴″شرقی / ۳۶٫۳۷۸۵°شمالی ۵۴٫۱۰۱۲°شرقی |        | ۸۱۷  |
| میان نو          | ۳۶°۲۶′۴۳″شمالی ۵۴°۱۷′۳۶″شرقی / ۳۶٫۴۴۵۴°شمالی ۵۴٫۲۹۳۲°شرقی |        | ۸۱۸  |
| میان نو          | ۳۶°۲۶′۵۵″شمالی ۵۴°۲۴′۱۶″شرقی / ۳۶٫۴۴۸۷°شمالی ۵۴٫۴۰۴۵°شرقی |        | ۸۱۹  |
| میرزا            | ۳۶°۰۵′۴۸″شمالی ۵۴°۰۶′۴۵″شرقی / ۳۶٫۰۹۶۶°شمالی ۵۴٫۱۱۲۶°شرقی |        | ۸۲۰  |
| میلاکوه          | ۳۶°۰۰′۰۶″شمالی ۵۳°۵۰′۵۷″شرقی / ۳۶٫۰۰۱۷°شمالی ۵۳٫۸۴۹۱°شرقی |        | ۸۲۱  |
| میلی             | ۳۶°۲۷′۳۳″شمالی ۵۴°۱۰′۲۰″شرقی / ۳۶٫۴۵۹۲°شمالی ۵۴٫۱۷۲۱°شرقی |        | ۸۲۲  |
| میوه             | ۳۵°۲۰′۲۶″شمالی ۵۴°۲۱′۰۸″شرقی / ۳۵٫۳۴۰۶°شمالی ۵۴٫۳۵۲۱°شرقی |        | ۸۲۳  |
| نسام نمین        | ۳۶°۲۲′۵۰″شمالی ۵۴°۳۴′۰۲″شرقی / ۳۶٫۳۸۰۵°شمالی ۵۴٫۵۶۷۲°شرقی |        | ۸۲۴  |
| نعل شکنان        | ۳۶°۱۸′۰۶″شمالی ۵۴°۰۴′۲۳″شرقی / ۳۶٫۳۰۱۷°شمالی ۵۴٫۰۷۳۰°شرقی |        | ۸۲۵  |
| نقارخانه         | ۳۶°۲۹′۱۸″شمالی ۵۴°۲۴′۴۴″شرقی / ۳۶٫۴۸۸۴°شمالی ۵۴٫۴۱۲۱°شرقی |        | ۸۲۶  |
| نمازگاه          | ۳۶°۲۷′۱۲″شمالی ۵۴°۲۰′۲۷″شرقی / ۳۶٫۴۵۳۲°شمالی ۵۴٫۳۴۰۹°شرقی |        | ۸۲۷  |
| نمی              | ۳۶°۲۱′۵۴″شمالی ۵۴°۳۳′۱۱″شرقی / ۳۶٫۳۶۵۰°شمالی ۵۴٫۵۵۳۱°شرقی |        | ۸۲۸  |
| هارت             | ۳۶°۰۰′۱۴″شمالی ۵۳°۵۲′۳۷″شرقی / ۳۶٫۰۰۳۸°شمالی ۵۳٫۸۷۶۹°شرقی |        | ۸۲۹  |
| هارت             | ۳۶°۰۰′۰۷″شمالی ۵۳°۵۱′۴۲″شرقی / ۳۶٫۰۰۲۰°شمالی ۵۳٫۸۶۱۸°شرقی |        | ۸۳۰  |
| هردرو            | ۳۶°۲۵′۲۴″شمالی ۵۴°۲۷′۱۵″شرقی / ۳۶٫۴۲۳۴°شمالی ۵۴٫۴۵۴۱°شرقی |        | ۸۳۱  |
| هزارمسجد         | ۳۶°۲۹′۳۲″شمالی ۵۴°۲۸′۰۴″شرقی / ۳۶٫۴۹۲۲°شمالی ۵۴٫۴۶۷۹°شرقی |        | ۸۳۲  |
| وازسفید          | ۳۶°۰۹′۳۵″شمالی ۵۴°۰۴′۴۰″شرقی / ۳۶٫۱۵۹۶°شمالی ۵۴٫۰۷۷۸°شرقی |        | ۸۳۳  |
| وجردی            | ۳۶°۲۱′۰۷″شمالی ۵۴°۱۶′۲۷″شرقی / ۳۶٫۳۵۲۰°شمالی ۵۴٫۲۷۴۱°شرقی |        | ۸۳۴  |
| ورچنکوهی         | ۳۶°۱۷′۱۸″شمالی ۵۴°۴۳′۳۱″شرقی / ۳۶٫۲۸۸۳°شمالی ۵۴٫۷۲۵۴°شرقی |        | ۸۳۵  |
| وررجه            | ۳۶°۲۵′۴۶″شمالی ۵۴°۲۸′۴۶″شرقی / ۳۶٫۴۲۹۵°شمالی ۵۴٫۴۷۹۴°شرقی |        | ۸۳۶  |
| وزرم             | ۳۵°۵۹′۰۱″شمالی ۵۳°۴۲′۵۳″شرقی / ۳۵٫۹۸۳۷°شمالی ۵۳٫۷۱۴۷°شرقی |        | ۸۳۷  |
| وطن              | ۳۵°۵۰′۳۳″شمالی ۵۳°۵۸′۰۸″شرقی / ۳۵٫۸۴۲۴°شمالی ۵۳٫۹۶۹۰°شرقی |        | ۸۳۸  |
| ولدوک            | ۳۶°۲۳′۵۶″شمالی ۵۳°۵۵′۴۳″شرقی / ۳۶٫۳۹۹۰°شمالی ۵۳٫۹۲۸۶°شرقی |        | ۸۳۹  |
| ونموشک           | ۳۶°۰۴′۳۹″شمالی ۵۴°۰۰′۵۱″شرقی / ۳۶٫۰۷۷۵°شمالی ۵۴٫۰۱۴۱°شرقی |        | ۸۴۰  |
| یکه اورس         | ۳۶°۰۰′۲۸″شمالی ۵۴°۰۲′۵۷″شرقی / ۳۶٫۰۰۷۹°شمالی ۵۴٫۰۴۹۳°شرقی |        | ۸۴۱  |
| یووندی           | ۳۶°۲۹′۰۲″شمالی ۵۴°۳۴′۲۵″شرقی / ۳۶٫۴۸۳۹°شمالی ۵۴٫۵۷۳۵°شرقی |        | ۸۴۲  |

## عکس

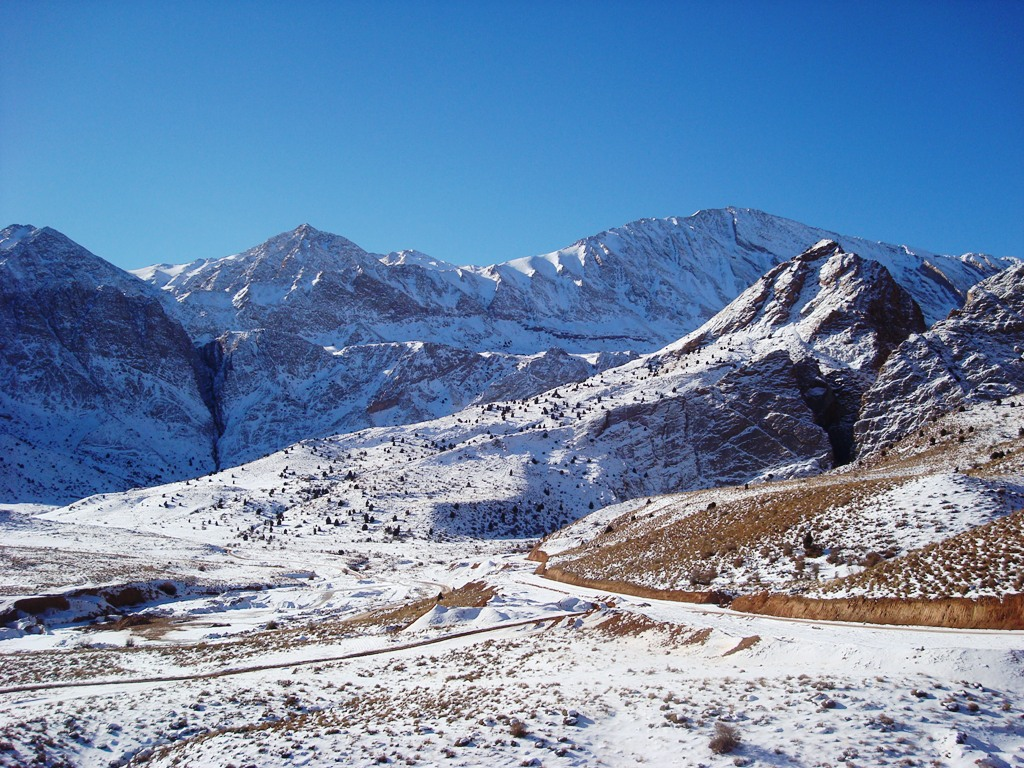
قله‌های چکل چالوئی (راست) و گندوئی (چپ)، ۱۴ آذر ۱۳۸۸
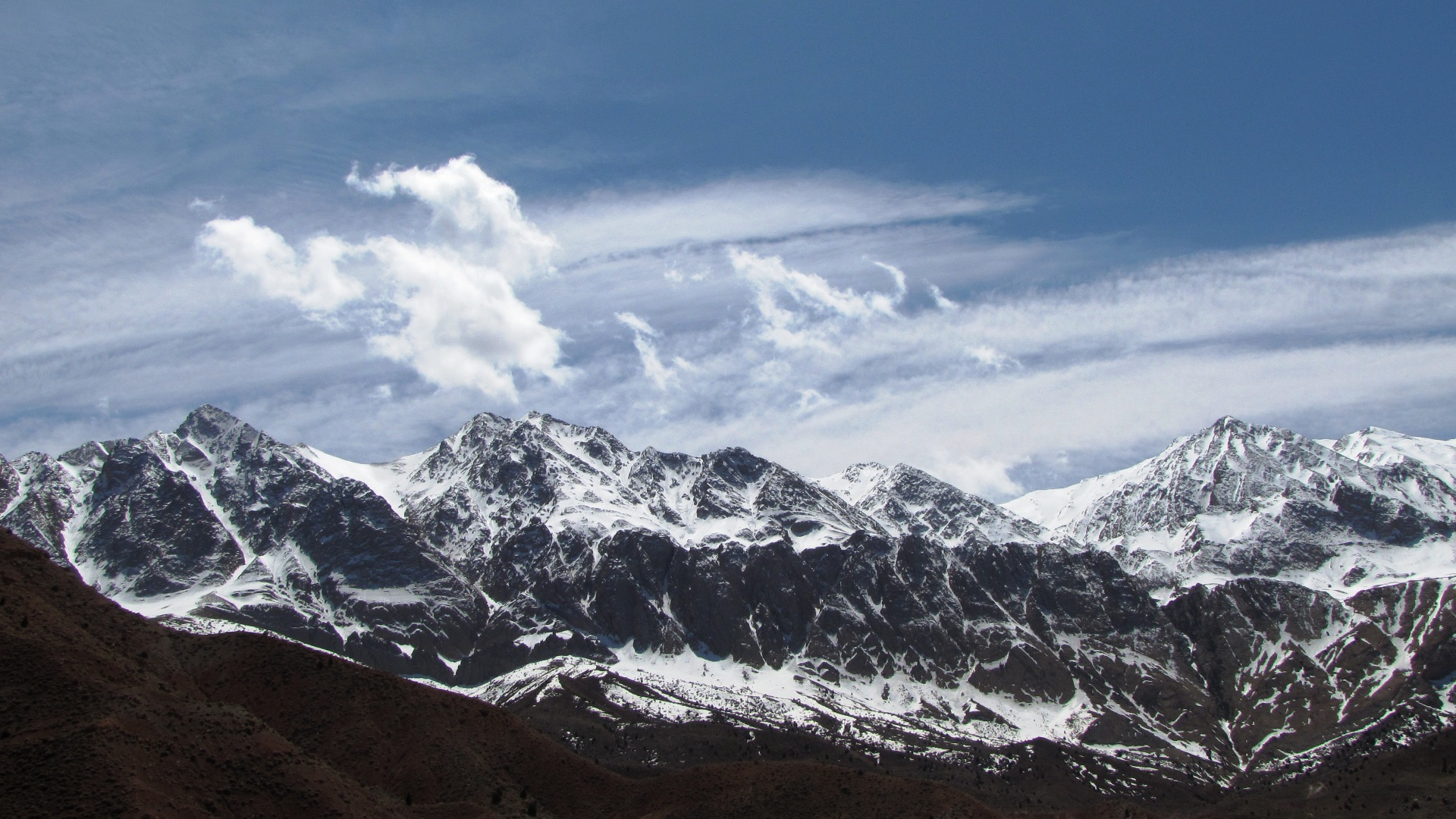
کوه‌های گندوئی (راست) و دانه کلات (چپ)، ۲۳ دی ۱۳۸۸
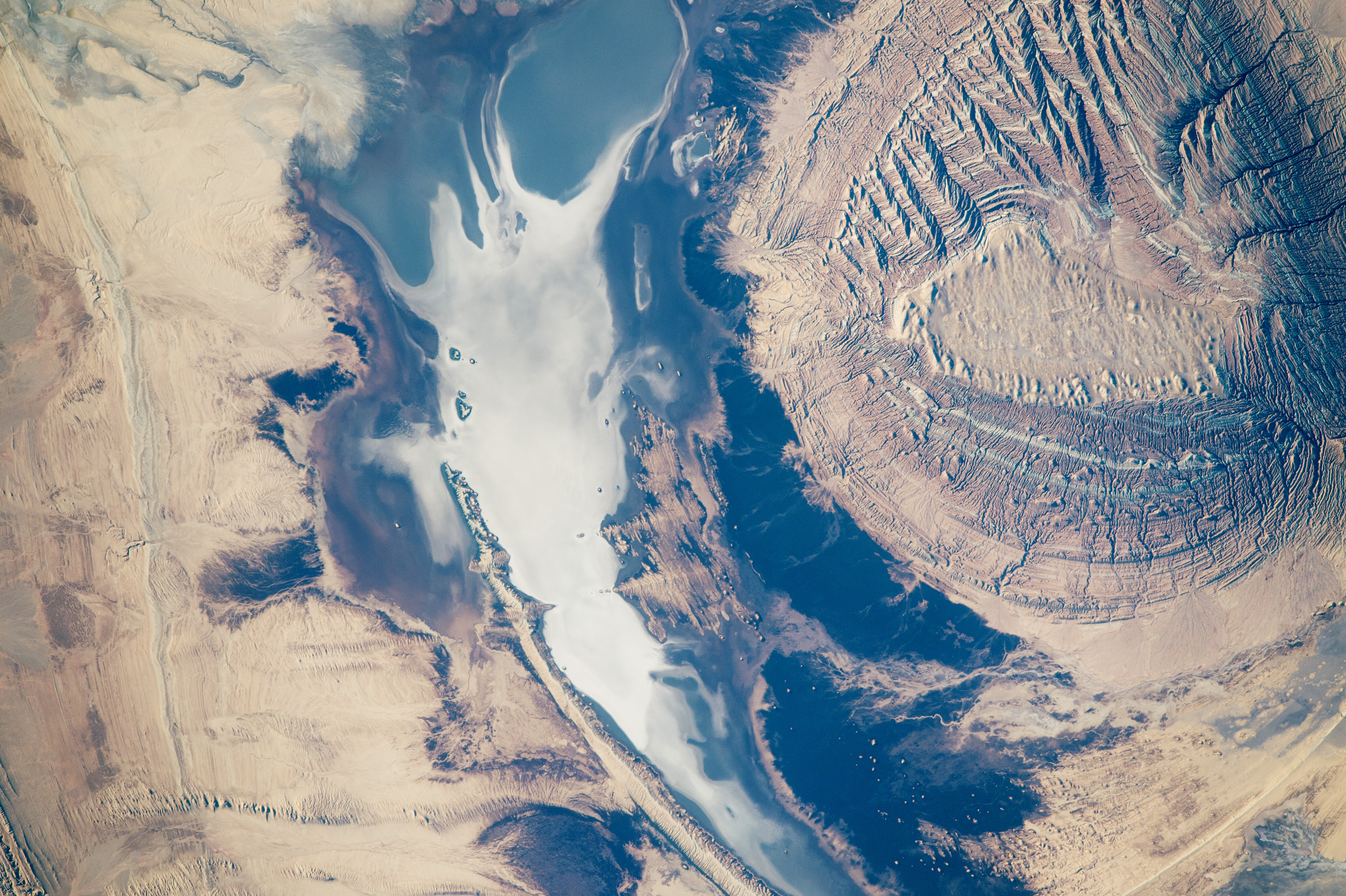
کلوت دق مرقی